# Kei car
A kei autó a japán autópályákon legálisan közlekedhető gépjárművek legkisebb kategóriája. A „kei” kifejezés a kei-dzsidósa (軽自動車; ejtsd: [keːdʑidoːɕa]; Hepburn: kei-jidōsha, ’könnyű gépkocsi’) rövidítése.
A korlátozott méretek és motorspecifikációk miatt a tulajdonosok alacsonyabb adó- és biztosítási díjakat élvezhetnek, ami alacsonyabb fenntartási költséget eredményez. Ezen járművek a legtöbb vidéki területen mentesülnek a legális gépjárművásárláshoz kötött általános japán sako sómeiso (車庫証明書; Hepburn: shako shōmeisho, ’garázstanúsítvány’) parkolóhely-tulajdonlási kötelezettség alól is, mivel az utcai parkolás Japánban általánosságban korlátozott. A japán autógyártók mikrofurgonokat és kei teherautókat is gyártanak ezen kategórián belül. A kei autók megfizethetőségük és könnyű kezelhetőséguk miatt az idősebb és a fiatalabb korosztályok körében is népszerűek.
A kei kategóriát 1949-ben hozta létre a japán kormány, hogy ösztönözze a gépkocsi-tulajdonlást és ezzel a japán autóipar növekedését. Az előírásokat 1998-ig többször módosították, azonban 1998 októbere óta a törvény következetesen előírja, hogy a jármű maximális hossza legfeljebb 3,4 méter (11,2 ft), szélessége legfeljebb 1,48 méter (4,9 ft), magassága legfeljebb 2,0 méter (6,6 ft), illetve a motor hengerűrtartalma legfeljebb 660 köbcentiméter lehet. Ezen felül a japán autógyártók és a törvényhozók között „úri megállapodás” született a 64 metrikus lóerős (63 hp; 47 kW) maximális teljesítményről.
A kei autók az 1960-as évek óta nagyon sikeresek Japánban, a 2016-os pénzügyi évben az újautó-eladások több mint egyharmadát tették ki, miután a 2013-as rekordmértékű 40 százalékos piaci részesedésről visszaesett. A kei autók piaci részesedésének csökkentése érdekében a japán kormány 2014-ben 50 százalékkal megemelte a kategóriára kivetett adókat. 2018-ban az országban a 10 legkelendőbb modellből hét mégis kei autó volt, köztük az olyan tolóajtós, magas tetős modellek, mint a Honda N-Box, a Suzuki Spacia, a Nissan Dayz és a Daihatsu Tanto.
A kategória tagjai általánosságban túl kicsik és túl speciálisak ahhoz, hogy exporttermékként nyereségesek legyenek. Ennek ellenére azonban vannak említésre méltó kivételek, például a Suzuki Alto és a Daihatsu Cuore, amelyeket az 1980-as évek óta Japánon kívül is folyamatosan forgalmazzák. A Suzuki Jimny kiszélesített exportváltozata Japánon kívül is jelentős népszerűségre tett szert. A kei autók a megfizethetőségük és könnyű használhatóságuk miatt egyaránt népszerűek az idősek, a fiatalok és a fiatalabb családok körében is.
Szinte az összes kei autót Japánban tervezték és gyártották, de vannak kivételek. Az első külföldi, kifejezetten kei autónak tervezett és Japánban is forgalmazott autó a 2013-ban megjelent Caterham 7 130. Ezen felül a Smart Fortwo-ból a japán importőr rövid ideig egy lekeskenyített, kei autónak minősített változatot is árusított, illetve a keiautó-előírásoknak megfelelő, azonban Japánban hivatalosan nem forgalmazott importált járműveket is kei autókként veszik forgalomba.

## Leírás

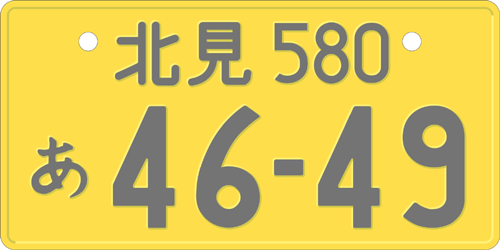
Magánhasználatú kei járművek rendszámtáblája

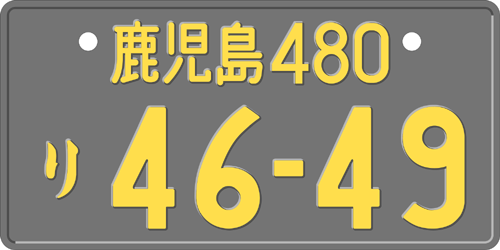
Kereskedelmi használatú kei járművek rendszámtáblája

A japán kormány rendeletei korlátozzák a kei autók külső fizikai méretét, valamint a belső égésű motorok lökettérfogatát és teljesítményét. A kei autókra más korlátozások is vonatkoztak, elsősorban a nagyobb járműveknél alacsonyabb sebességkorlátozások; a régebbi kei autókban a sebességkorlát átlépése esetén egy figyelmeztető hangjelzés is szól mindaddig amíg a sebesség nem csökken az előírt maximum alá.
A kei autók speciális rendszámtáblákat kapnak, amelyek magánhasználat esetén sárga alapon fekete számokat, míg kereskedelmi használat esetén fekete alapon sárga számokat  tartalmaznak, ezért angol nyelvű körökben „yellow-plate cars” néven is hivatkoznak ezekre.
A modern kei autók gyakran turbófeltöltős motorral, automata és fokozatmentes sebességváltóval, valamint elsőkerék- vagy összkerékhajtással is kaphatók. Az 1980-as évek után a kei autók teljesítménye, sebessége és passzív biztonsága annyira kiforrott, hogy el lehetett törölni a más autóknál alacsonyabb maximális sebességkorlátozást. A japán autógyártók egymás között megegyeztek a 140 km/h (87 mph) maximális sebességben, főként a járművek keskeny szélessége miatt.

### Összehasonlítás az A-szegmenssel
A kei autókat gyakran tekintik az európai uniós A-szegmensű „városi autók” japán megfelelőjének. A kei autók különleges jogi státuszával és korlátaival ellentétben azonban az A-szegmensű járművekre nincsenek uniós vagy páneurópai jogi korlátozások, kivételek vagy kedvezmények. Ugyan néhány kei autó-modellt sikeresen exportáltak vagy licenceltek, a nagy többségüket kizárólag a japán belföldi piacra tervezték és gyártották, mivel teljes mértékben arra optimalizálták őket, hogy a rendkívül specifikus japán kei autó-szabályokon belül a legvonzóbb járműveket kínálják, ráadásul főként jobb oldali kormányművel építették őket.
A közhiedelemmel ellentétben az 1990. január 1-jei szabályozás szerint nincs hivatalos teljesítménykorlátozás kivetve a kei autókra. A határértéket a japán autógyártók közötti, a lóerőverseny megakadályozása érdekében kötött „úri megállapodás” diktálja, ami szerint az akkoriban elérhető legnagyobb teljesítményű, azaz 64 metrikus lóerőnél (47 kW; 63 hp) erősebb kei autót nem gyártanak. Ez azt is jelenti, hogy az autók hűek maradnak a kei-osztály szerény szellemiségéhez, aminek értelmében alacsonyabb adót számítanak fel az ilyen kisebb járművekre, amelyek éppen csak az alapvető közlekedési igények kielégítésére elegendőek.

| Időpont             | Max. hossz     | Max. szélesség   | Max. magasság   | Max. hengerűrtartalom | Max. hengerűrtartalom | Max. teljesítmény („úri megállapodás” a japán autógyártók és törvényhozók között) |
| Időpont             | Max. hossz     | Max. szélesség   | Max. magasság   | négyütemű             | kétütemű              | Max. teljesítmény („úri megállapodás” a japán autógyártók és törvényhozók között) |
| ------------------- | -------------- | ---------------- | --------------- | --------------------- | --------------------- | --------------------------------------------------------------------------------- |
| 1949. július 8.     | 2,8 m (110 in) | 1,0 m (39,4 in)  | 2,0 m (78,7 in) | 150 cc (9,2 cu in)    | 100 cc (6,1 cu in)    | N/A                                                                               |
| 1950. július 26.    | 3,0 m (118 in) | 1,3 m (51,2 in)  | 2,0 m (78,7 in) | 300 cc (18,3 cu in)   | 200 cc (12,2 cu in)   | N/A                                                                               |
| 1951. augusztus 16. | 3,0 m (118 in) | 1,3 m (51,2 in)  | 2,0 m (78,7 in) | 360 cc (22,0 cu in)   | 240 cc (14,6 cu in)   | N/A                                                                               |
| 1955. április 1.    | 3,0 m (118 in) | 1,3 m (51,2 in)  | 2,0 m (78,7 in) | 360 cc (22,0 cu in)   | 360 cc (22,0 cu in)   | N/A                                                                               |
| 1976. január 1.     | 3,2 m (126 in) | 1,4 m (55,1 in)  | 2,0 m (78,7 in) | 550 cc (33,6 cu in)   | 550 cc (33,6 cu in)   | N/A                                                                               |
| 1990. január 1.     | 3,3 m (130 in) | 1,4 m (55,1 in)  | 2,0 m (78,7 in) | 660 cc (40,3 cu in)   | 660 cc (40,3 cu in)   | 64 PS (47 kW; 63 hp)                                                              |
| 1998. október 1.    | 3,4 m (134 in) | 1,48 m (58,3 in) | 2,0 m (78,7 in) | 660 cc (40,3 cu in)   | 660 cc (40,3 cu in)   | 64 PS (47 kW; 63 hp)                                                              |

## Történet

### A kezdetektől a 360 köbcentiméteres korszakig (1948–1975)

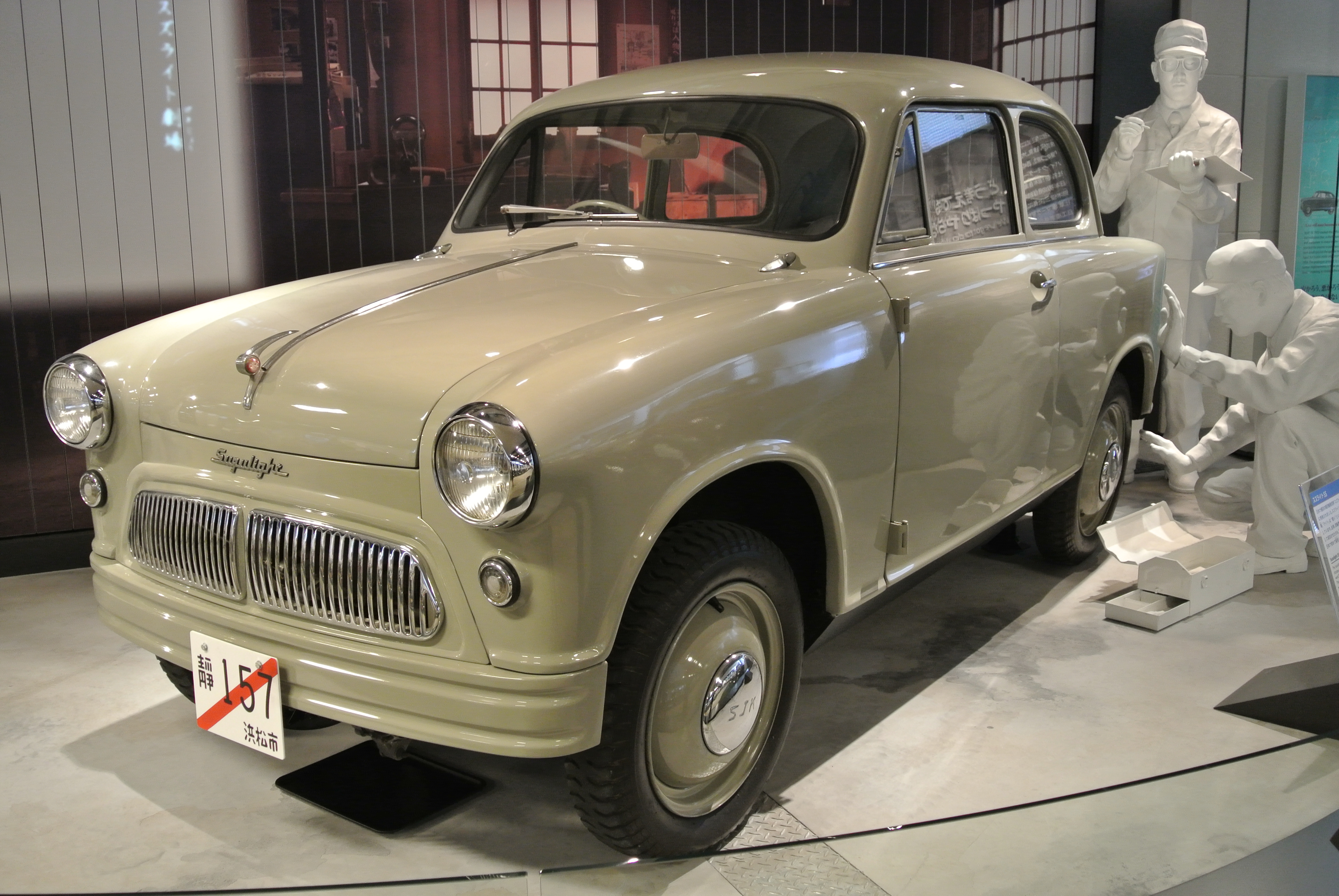
1958-as modellévű Suzuki Suzulight SS

A kei jogi osztály a második világháborút követő időszakban alakult ki, amikor a legtöbb japán állampolgár nem engedhetett meg magának teljes méretű autót, bár sokaknak elég pénze volt egy könnyű motorkerékpár megvásárlására. Az autóipar növekedésének ösztönzése, valamint az alternatív ingázási lehetőségek, illetve az üzletek és vállalkozások számára a kisméretű szállítójárművek biztosítása érdekében létrehozták a kei autó kategóriát, illetve az ahhoz tartozó csökkentett adóterheket és az „alapvető közlekedési eszközökre” vonatkozó jogi felső határokat. A járművek lökettérfogatát kezdetben kétütemű motorok esetében 100, míg négyütemű motorok esetében 150 köbcentiméterre korlátozták, azonban 1950-ben, 1951-ben és 1955-ben fokozatosan bővítették a járműméret- és motorlökettérfogat-korlátozásokat, hogy a kei autók vonzóbbak legyenek a vásárlók számára, és a gyártás életképesebbé váljon a gyártók számára. 1953-ban beindult az első négykerekű kei autó, a Nihon Auto Sandal „FS” típusú modelljének a szélesebb körű gyártása, melyet a még ebben az évben követett a Nippon Jidōsha Kōgyo „NJ” modellje. Egyik sem bizonyult sikeresnek; előbbiből összesen körülbelül 200, utóbbiból a gyártás 1954-es ideiglenes felfüggesztéséig körülbelül 60 példányt gyártottak.
1955-ben a lökettérfogat-határt 360 köbcentiméterre emelték mind a két-, mind a négyütemű motorok esetében, aminek hatására a nagyobb járműgyártók is beléptek a piacra és a következő években számos új keiautómodellnek indult meg a gyártása. Ezek közé tartoznak az első valóban tömeggyártott kei autónak tartott járművek is; az 1955-ös Suzuki Suzulight, illetve az 1958-as Subaru 360, melyek már valóban képesek voltak kielégíteni az emberek alapvető közlekedési igényeit anélkül, hogy túl komoly kompromisszumokat kellett volna kötniük a járműtípus korlátozásaiból fakadóan. 1955-ben a japán Nemzetközi Kereskedelmi és Ipari Minisztérium (MITI) célul tűzte ki egy olyan „nemzeti autó” kifejlesztését, amely nagyobb volt, mint az akkoriban gyártott kei autók. Ez a cél befolyásolta a japán autógyártókat abban, hogy meghatározzák, hogyan tudják a legjobban összpontosítani termékfejlesztési erőfeszítéseiket a kei autókra vagy a nagyobb „nemzeti” autókra. A kis külső méretek és a motor hengerűrtartalma a japán vezetési környezetet tükrözte, mivel a sebességkorlátozások Japánban városi környezetben realisztikusan nem haladják meg a 40 km/h-t (24,9 mph). A kei autók legnagyobb megengedett sebessége az 1960-as évek közepéig 40 km/h volt, amíg a kei járművek sebességkorlátozását 60 km/h-ra emelték. A korai kei autók a korszak európai „buborékautóihoz” hasonlítottak.
1968-ban, a Honda N360 megjelenésével a keiautópiac rohamos növekedésnek indult. A típus 1968. március 6-i piacra kerülése előtt a kei személyautók piaca kevesebb mint 10 000 autóból állt. Ez 1968 márciusára 16 000, áprilisára 17 000, míg májusára több mint 18 000 autóra duzzadt. 1968 májusában forgalomba helyezték az 5570-ik N360-at, ezzel az piacvezetővé vált. 1968. június 6-ra az elővásárlásokat is beleszámítva 22 500 N360-at adtak el.
Ezzel egyidejűleg az osztály egyre kifinomultabbá vált; 1968 augusztusában a Honda N360-ban megjelent az automata sebességváltó, és 1971 januárjában a Honda Z GS-től kezdve számos sportos kei autóban elérhetővé váltak az elülső tárcsafékek. Ezzel párhuzamosan a motorteljesítmény is folyamatosan emelkedett, az 1967 márciusában megjelent 31 metrikus lóerő teljesítményű Honda N360 lóerőháborút robbantott ki, melyben a Hondán felül (N360 TS, 36 PS, 1968. október), a Mitsubishi (Minica 70 SS, 38 PS, 1969. július), a Subaru (Subaru 360 Young SS, 36 PS, 1968. november) és a Suzuki (Fronte SS 360, 36 PS, 1968. november) is részt vett. A 360 köbcentiméteres motorral szerelt kei autók közötti csúcsot végül a Daihatsu 1970 júliusában forgalomba hozott 40 metrikus lóerős (29 kW, 39 LE) teljesítményű Fellow Max SS modellje jelentette. Az eladások folyamatosan nőttek, amíg 1970-ben el nem érték a 750 000 darabszámos csúcsot.
1974. december 31-ig a kei autók a hagyományos autókétól kisebb, 230 mm × 125 mm (9,1 in × 4,9 in) méretű rendszámtáblákat használtak. 1975-től közepes méretű szabványos rendszámtáblákat kaptak, amelyek 330 mm × 165 mm (13,0 in × 6,5 in) méretűek. Hogy megkülönböztessék őket a hagyományos személykocsiktól, a rendszámtáblák fehér és zöld helyett sárga és fekete színűek lettek.

### 550 köbcentiméteres korszak (1976–1990)

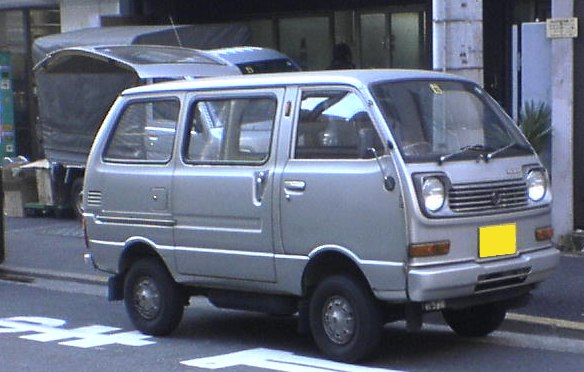
Daihatsu Hijet (S40)

Az 1970-es években a japán kormány folyamatosan csökkentette a kei járműveknek nyújtott kedvezményeket, ami az egyre szigorodó károsanyag-kibocsátási előírásokkal együtt az évtized első felében drasztikusan csökkentette az eladásokat. 1973-ban bevezették a korábban mentességet élvező kei autókra vonatkozó kötelező éves műszaki vizsgálatokat, ami további gátat szabott az eladásoknak. A Honda 1974-ben, a Mazda 1976-ban kivonult a zsugorodó kei személygépkocsi-piacról, bár mindkettő fenntartott kei haszongépjárművekből álló korlátozott kínálatot. Az eladások folyamatosan csökkentek, amíg 1975-ben el nem érték a 150 000 eladott személygépkocsis mélypontot, ami 80%-kal kevesebb, mint az 1970-es eladások.
Az 1970-es évek közepén a károsanyag-kibocsátási törvények újabb problémát jelentettek a keiautóipar számára. 1973 és 1978 között a kibocsátási normákat négy lépésben szigorították. Az 1975-ben bevezetendő szigorúbb előírásoknak való megfelelés problémát okozott volna a kei autók gyártói számára. Ez különösen nehéz terhet rótt a Daihatsu és a Suzuki számára, amelyek a kétütemű motorokra összpontosítottak, és különösen az ekkoriban viszonylag kis költségvetésű Suzuki számára, amelynek teljes kínálata kétütemű kei autókból állt. A Daihatsu azonban rendelkezett tulajdonosa, a Toyota mérnöki támogatásával és befolyásos kapcsolataival, amelyek segítették azt az új követelményeknek való megfelelésben. Az összes keiautógyártó a motor hengerűrtartalmának és a járműméret-korlátozásnak a növelését követelte, arra hivatkozva, hogy a kibocsátási normák nem teljesíthetők egy működőképes 360 köbcentiméteres motorral. A japán törvényhozás engedett, és 200 milliméterrel (7,9 hüvelyk), illetve 100 milliméterrel (3,9 hüvelyk) megnövelte a teljes hossz- és szélességkorlátozást. A motor méretét 1976. január 1-jei hatállyal 550 köbcentiméterre növelték. Az új szabványokat 1975. augusztus 26-án jelentették be, így a gyártóknak rendkívül kevés idejük maradt arra, hogy az új határértékek kihasználása érdekében átdolgozzák terveiket.
A legtöbb gyártót némileg meglepte a döntés; mivel 500 köbcentiméteres (30,5 cu in) korlátozásra számítottak, és ehhez igazodva már új motorokat is kifejlesztettek. Ezeket az új motorokat gyorsan bevezették, általában a meglévő modellek kiszélesített karosszériájába szerelve. Ezek a 443 és 490 köbcentiméter közötti lökettérfogatú átmeneti változatok „tapogatózók” voltak, amelyeket azért fejlesztettek ki, hogy lássák, van-e továbbra is piac a kei autók számára. Az eladások javulásának köszönhetően ezek a motorok csak körülbelül egy modellévig maradtak fenn, amíg a gyártóknak ki nem fejlesztettek a valós határértékeknek megfelelő motorokat. Egyedül a Daihatsu állt készen egy 550 köbcentiméteres motorral, ezzel elkerülve az olyan átmeneti motorok kifejlesztését, amelyek nem tudták azonnal teljes mértékben kihasználni az új szabályozás előnyeit. A kei autók eladásai azonban továbbra is stagnáltak; miközben a kei személygépkocsik és a kei haszongépjárművek eladásai 1974 óta először érték el a 700 000 példányszámot, azonban a kisautók még mindig veszítettek piaci részesedésükből a gyorsan növekvő piacon.
Ahogy a kei autók egyre nagyobbak és erősebbek lettek, egy másik előny is megjelent, mivel az export jelentősen megnőtt. Különösen a kei tehergépkocsik exportértékesítése nőtt, a kei személygépkocsik exportja ehhez viszonyítva csak kisebb mértékben emelkedett. 1976-ban az exportált kei személygépkocsik és tehergépkocsik száma együttesen 74 633 volt (171%-kal több, mint egy évvel korábban), annak ellenére, hogy a kei személygépkocsik exportja csökkent. Az 1980-as év ismét rekordév volt; az export 80,3%-kal (94 301 példányra) nőtt, amelynek 77,6 százalékát mikroteherautók adták. Az exportált kei járművek közel negyede Chilébe, míg közel 17%-a Európába került.
A nehéz gazdasági környezet miatt az alacsony árú autók jól fogytak az évtized fordulóján; 1981 egy újabb sikeres év volt, amikor a japán kei autóeladások 1970 óta a legmagasabb értéket érték el (1 229 809 darab személygépkocsi és teherautó). Ez részben egy új jelenségnek is köszönhető: a Suzuki az eladások fellendítése érdekében kifejlesztett egy új autót, amelyet haszongépjárműként lehetett értékesíteni, holott valójában magánhasználatra szánták, ezzel elkerülve a 15,5%-os jövedéki adót. A hatékony, sallangmentes tervezésnek köszönhetően a Suzuki Alto lényegesen olcsóbb volt, mint bármelyik versenytársa, és ez az egész 1980-as évekre meghatározta a kei autók stílusát. A jövedéki adó 1989-es eltörléséig az Altóhoz és versenytársaihoz hasonló könnyű haszonjárművek szinte teljesen kiszorították a személygépkocsi-változataikat.
Az 1980-as évek előrehaladtával a kei autók egyre kifinomultabbá váltak, és a japán vásárlók egyre javuló anyagi helyzetével párhuzamosan elvesztették haszonelvű eredetüket. Az olyan funkciók, mint az elektromos ablakok, a turbófeltöltők, az összkerékhajtás és klímaberendezés elérhetővé váltak a keiautó-modellekben. Ezzel szemben a kei ferdehátúak furgonváltozatait immár a nem üzleti célú vásárlók számára értékesítették, hogy kihasználják a még alacsonyabb adózás és az enyhébb károsanyag-kibocsátási szabályok előnyeit; ezt a piaci lépést a Suzuki vezette be az 1979-es Altóval, a versenytársak hamarosan követték a példát; egy éven belül megjelent a Subaru Family Rex és a Daihatsu Mira.
Az 1980-as években a kei autók sebességhatára 80 km/h (50 mph) volt. A kormányzati rendelkezések egy figyelmeztető hangjelzést is előírtak, amely felhívta a vezető figyelmét, ha ezt a sebességet túllépte.

### 660 köbcentiméteres korszak (1990–2014)

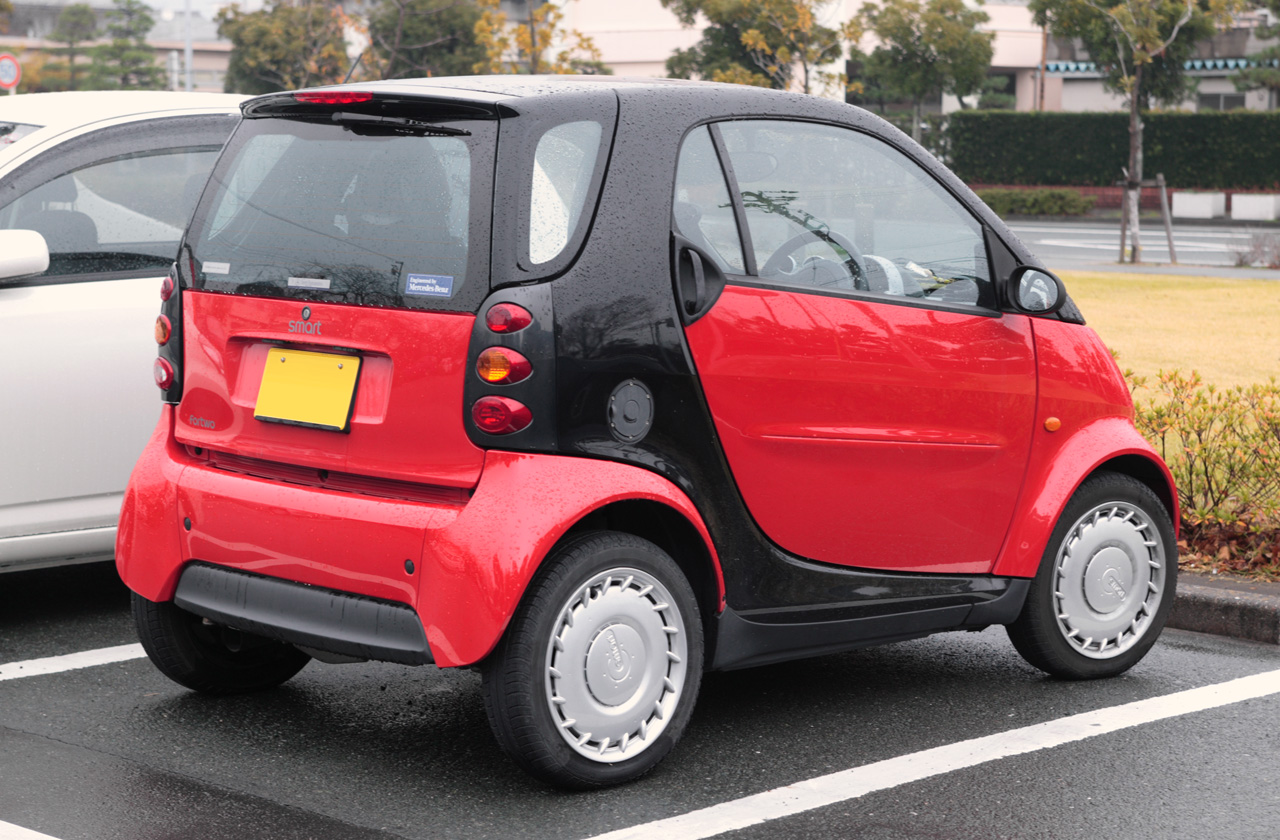
Smart K

A kei autó-előírásokat 1990 márciusában módosították, lehetővé téve a motorok lökettérfogatának 110 köbcentiméteres (6,7 cu in), azaz húsz százalékkal történő növelését, míg a maximális hosszúságot 100 milliméterrel (3,9 in) megnövelték. Ezek a változások az 1990-es évek japán gazdasági buborékja alatt léptek életbe, és minden gyártó gyorsan kifejlesztette a megfelelő új modelleket. Öt hónapon belül az összes jelentősebb kei modelltípust 550 helyett 660 köbcentiméteres motorral szerelték.
A kei autókba szerelt motorok egyre inkább a sportmotorokhoz tervezett társaikhoz kezdtek hasonlítani, amelyeket inkább a vezetési élvezetre és kevésbé az üzemanyag-takarékosságra terveztek, ami ellentétes a kis népautók eszméjével, és a kei autók adózási és szerkezeti előnyeit a kormányzati visszavágás veszélyének tette ki. Ettől és egy esetleges a lóerőháborútól tartva a gyártók egymás között egy „úri megállapodás” keretében megegyeztek a 64 metrikus lóerős (47 kW; 63 hp) teljesítménykorlátozás bevezetéséről. Ezt a határvonalat azért itt húzták meg, mivel az aktuálisan forgalmazott kei autók közül a legnagyobb teljesítményű modellnek, az 1987 februárjában megjelent Suzuki Alto Worksnek is ekkora a teljesítménye, illetve a közlekedési minisztérium vonakodott a modell eredetileg tervezett 78 metrikus lóerőre hangolt verziójának típusengedélyének jóváhagyásától. Ezt a határt egyetlen japán gyártó sem lépte át, azonban a Caterham Cars brit sportautógyártó Seven elnevezésű modelljének 2014 és 2021 között Japánban is forgalmazott verziójának, a Seven 160-nek a teljesítménye 80 metrikus lóerő (59 kW; 79 hp), a „Seven Super Sprint” névre keresztelt korlátozott példányszámú kiadásának 95 metrikus lóerő (70 kW; 94 hp), míg a harmadik generációs verziójának, a Seven 170-nek 85 metrikus lóerő (63 kW; 84 hp). A Seven 160-t Japánban történő forgalmazásának első négy hónapjában „Seven 130” típusjelzéssel és 64 metrikus lóerőre lefojtott motorteljesítménnyel árulták. A teljesítmény visszafojtására a japán forgalmazó önszorgalmából került sor, hiszen a japán autógyártók közötti teljesítményhatár-egyezség nem vonatkozik a kis példányszámban importált autókra, ezért a japán hatóságok felszólították az importőrt, hogy az autót a továbbiakban változatlan teljesítménnyel hozzák forgalomba, mivel azt így homologizálták az Egyesült Királyságban. A Japán Autógyártók Szövetsége szintén saját maga írja elő a kei autókra vonatkozó 140 km/h-s (87 mph) sebességkorlátozást, ezt a Caterham modelljei szintén átlépik.
Ritka a példa arra, hogy egy tengerentúli sorozatgyártású modellt kei autóként értékesítettek Japánban. A Smart japán forgalmazója, a Yanase 2001 és 2004 között „Smart K” név alatt árusította a Smart Fortwo keiváltozatát Japánban. A Smart K módosított hátsó lökhárítót, valamint csökkentett gumiabroncsméreteket és nyomtávot használt, hogy megfeleljen a kei-előírásoknak. A modell nem volt sikeres; forgalmazása során messze a legkevesebb példányban elkelt a kei autó volt.
Az 1996-os és a 2011-es naptári évek között a Suzuki Wagon R volt a legkelendőbb kei autó Japánban, kivéve 2003-ban, amikor a Daihatsu Move-ból többet adtak el. A Toyota 2011-ben lépett be először a kei autók piacára. A vállalat első modellje, a Toyota Pixis Space  egy átnevezett Daihatsu Move Conte, az előrejelzések szerint fokozhatta a versenyt ezen a piacon. A Nissan és a Mitsubishi közösen gyártotta a Mitsubishi eK-t (amelyet Nissan Dayz és korábban Nissan Otti néven is értékesítettek). A Honda kei autói, így az N-One, az N-Box és az N-WGN a kei autó piac teljes eladásainak mintegy negyedét teszik ki; az N-Box a 2011. decemberi piacra kerülése óta a 2024-es naptári évig tizenegyszer volt a legkelendőbb kei autó Japánban, illetve a többi két évben is a második legkelendőbbnek bizonyult.

### Csökkentett kedvezmények (2014–napjainkig)

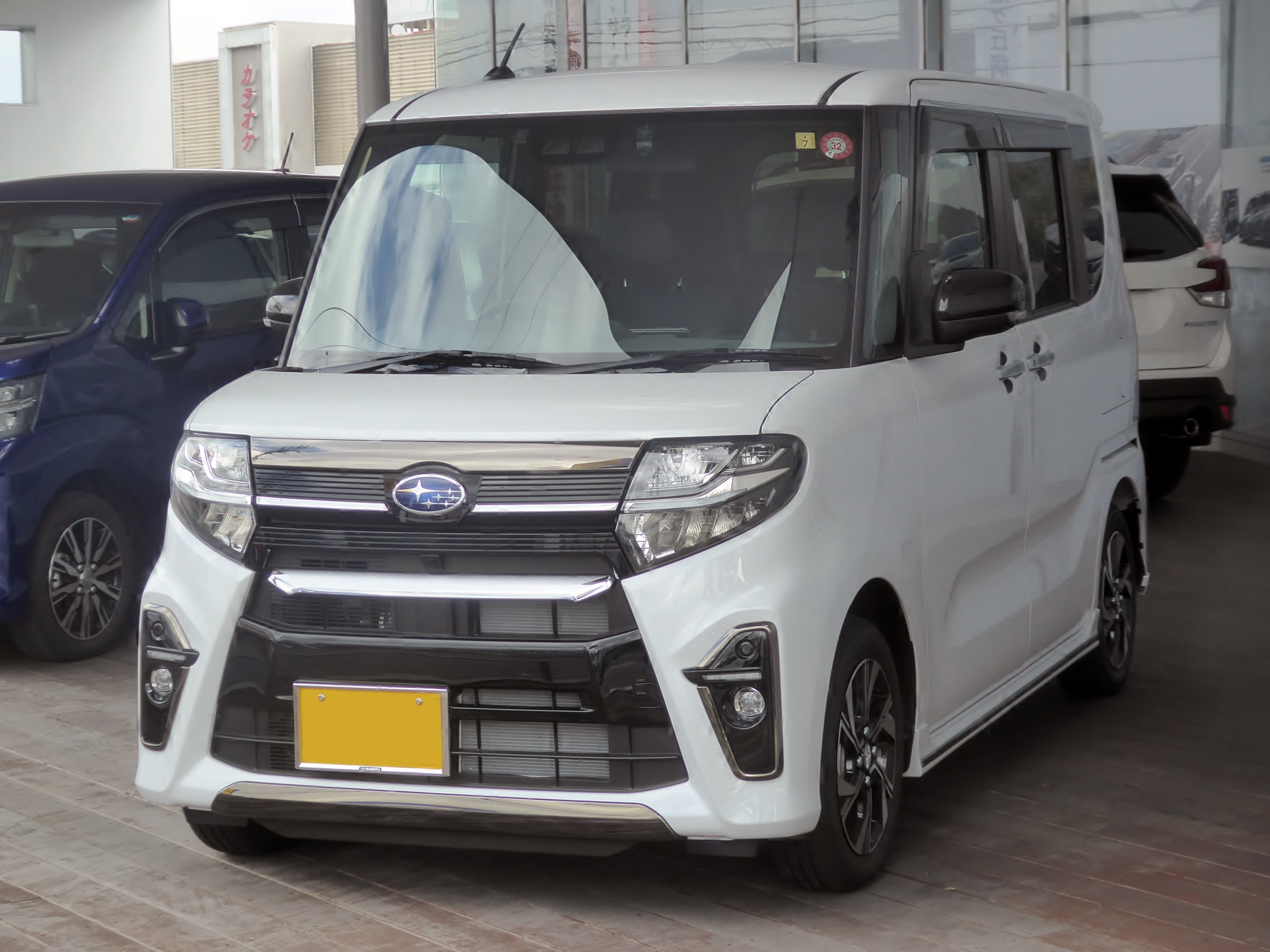
Subaru Chiffon

2014 áprilisában a japán kormány jelentősen csökkentette a keiautó-tulajdonosok kedvezményeit, magasabb forgalmi adót, magasabb benzinadót és magasabb keiautóadót vetett ki, ez utóbbit 50 százalékkal emelte meg, ami nagymértékben csökkentette az adókedvezményeket a normál méretű autókhoz képest.
A 2023-ban kizárólag a Daihatsu, a Honda, az NMKV (a Nissan és a Mitsubishi vegyesvállalata) és a Suzuki gyártott kei autókat. A Mazda átnevezett Suzuki-modelleket árult, a Toyota és a Subaru átnevezett Daihatsu-modelleket forgalmazott. A Mitsuoka volt az egyetlen olyan jelentősebb japán autógyártó, aminek a termékkínálatában egyáltalán nem szerepelt kei autó, és a Caterham volt az egyetlen nem japán autógyártó, ami kei autót forgalmazott Japánban.

## Elektromos kei autók

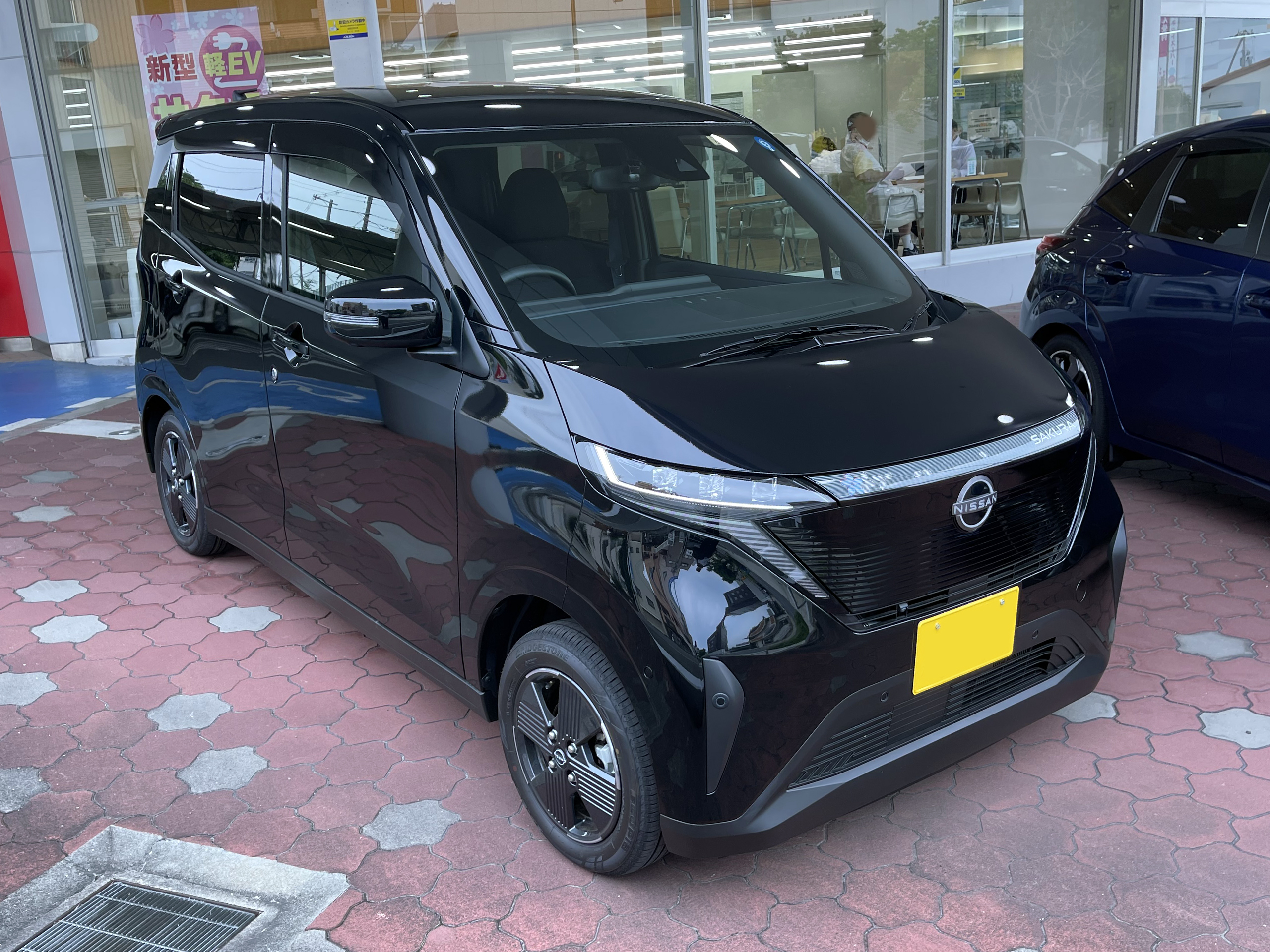
Nissan Sakura

A Mitsubishi i elektromos változata, a Mitsubishi i-MiEV volt az első elektromos kei autó, melyet 2009-ben vezették be a japán belföldi piacon a flottavásárlók számára. A szélesebb nyilvánosság és a globális piac számára 2010-ben vált elérhetővé. Az i-MiEV egy 47 kW-os (63 LE) állandó mágneses szinkronmotort használ, amelyet egy 16 kWh-s lítiumion-akkumulátorcsomag táplál. Az otthoni 100 voltos hálózatról 14 óra alatt, vagy a flotta telephelyein telepített gyorstöltő állomásokról 30 perc alatt tölthető fel. Hatótávolsága 100 km (62 mi) az Amerikai Környezetvédelmi Hatóság (EPA) tesztje szerint, és 160 km (99 mi) a japán Közlekedési Minisztérium tesztje szerint. Ez volt a világ első sorozatgyártású elektromos autója, és az első olyan elektromos autó, amelyből több mint 10 000 példányt adtak el.
Az i-MiEV átkeresztelt és kissé frissített változatait Peugeot iOn és Citroën C-Zero néven Európában is forgalmazták. 2011-ben a Mitsubishi bemutatta a Minicab-MiEV-t, a Minicab mikrobusz akkumulátoros elektromos változatát, amely a hajtásláncot és a kulcsfontásságú alkatrészeket az i-MiEV-től kölcsönözte. 2009 és 2015 márciusa között világszerte több mint 50 000 példányt adtak el az összes változatból (beleértve a Japánban értékesített két keiautó-változatot is). Az i-MiEV gyártását 2021-ben leállították.
2022 májusában az NMKV a japán belföldi piacon bevezette a Nissan márkanév alatt a Sakura és a Mitsubishi márkanev alatt eK X EV elektromos kei autókat. Ezek a modellek 20 kWh-s lítiumion-akkumulátorcsomaggal rendelkeznek, amelynek becsült WLTC-hatótávolsága 180 km (110 mi). Mindkettő egyetlen villanymotort használ, amelynek maximális teljesítménye 47 kW (63 hp; 64 PS). Az eK X EV a Mitsubishi eK X akkumulátoros elektromos változata, a Sakura pedig a Nissan Dayz termékvonalának frissítése. Japánban mindkettő modell jogosult az elektromos járművekhez kötődő állami pénzügyi ösztönzőkre, és 2022 júniusától japán gyártók között a legolcsóbb új akkumulátoros elektromos járművek.

## Kei autók listája
| - AD Motors - Change - Aichi Kikai - Giant Cony 360 (1959–1962) - Caterham - Caterham 7 130 / 160 / 170S / 170R (2013–napjainkig) - CT&T United - e-Zone - Daihatsu - Atrai (1981–napjainkig) - Cast (2015–2023) - Copen (2002–2012, 2014–napjainkig) - Cuore (1977–2013) - Esse (2005–2011) - Fellow / Fellow Max (1966–1967) - Hijet (1961–napjainkig) - Hijet Caddie (2016–2021) - Leeza (1986–1993) - Leeza Spider (1991–1993) - Max (2001–2005) - Mira (1980–2010) - Mira Cocoa (2009–2018) - Mira e:S (2011–napjainkig) - Mira Gino (1999–2009) - Mira Tocot (2018–2023) - Move / Move Custom (1995–2023) - Move Canbus (2016–napjainkig) - Move Conte (2008–2017) - Move Latte (2004–2009) - Naked (1999–2004) - Opti (1992–2002) - Sonica (2006–2009) - Taft (1974–2010, 2020–napjainkig) - Tanto / Tanto Custom / Tanto Fun Cross (2003–napjainkig) - Tanto Exe (2009–2014) - Terios Lucia (2002–2003) - Terios Kid (1998–2012) - Daihatsu UFE-III (2015, koncepcióautó) - Wake (2014–2022) - Daimler–Yanase - Smart K (2001–2004) - Fuji Toshuda Motors - Fuji Cabin (1957–1958) | - Honda - B360 (1961–1968) - Beat (1991–1996) - Honda EV-N (2009, koncepcióautó) - Life (1971–1974, 1997–2014) - Life Step Van (1972–1974) - N360 (1967–1971) - N-Box (2011–napjainkig) - N-One (2012–napjainkig) - N-WGN (2013–napjainkig) - N-Van / N-Van e: (2018–napjainkig) - S360 (1962, prototípus) - S660 (2015–2022) - Street (1981–2001) - Today (1985–1998) - That’s (2002–2007) - Vamos (1970–1973, 1999–2018) - Vamos Hobio (2003–2018) - Z (1970–1974, 1998–2002) - Zest (2006–2012) - Hope Motor Company - HopeStar ON (1967–1968) - Mazda - Autozam AZ-1 (1992–1995) - AZ-Offroad (1998–2014, átcímkézett Suzuki Wagon R) - AZ-Wagon (1994–2012, átcímkézett Suzuki Wagon R) - Carol (1962–1970, 1989–napjainkig, második generációja óta átcímkézett Suzuki Alto) - Chantez (1972–1976) - Flair (2012–napjainkig, első generációja átcímkézett Suzuki Wagon R) - Flair Crossover (2014–napjainkig, átcímkézett Suzuki Hustler) - Flair Wagon (2012–napjainkig, első generációja átcímkézett Suzuki Palette, a többi generációja átcímkézett Suzuki Spacia) - Laputa (1999–2006, átcímkézett Suzuki Kei) - Porter / Porter Cab (1968–1989) - R360 (1960–1969) - Scrum / Autozam Scrum / Scrum Wagon (1989–napjainkig, átcímkézett Suzuki Every / Every Wagon) - Spiano (2002–2008, átcímkézett Suzuki Alto Lapin) - Mitsubishi - Bravo / Minicab Bravo (1989–1999, 2011–napjainkig) - eK Sport / eK Classy / eK Custom / eK Active (2001–napjainkig) - eK X Space (2020–2023) - i (2006–2014) - i-MiEV (2009–2021) - Minica (1962–2011) - Minica Skipper (1971–1974) - Minica Toppo (1990–1998) - Pajero Mini (1994–2013) - Toppo (2008–2013) - Toppo BJ (1998–2004) - Town Box (1999–napjainkig, a második és harmadik generációja átcímkézett Suzuki Every Wagon) - Mitsuoka - Ray (1996–2004, első 2 generációja átcímkézett Mazda Carol, a harmadik generációja árcímkézett Daihatsu Mira Gino) - Nissan - Dayz Roox (2014–2020, átcímkézett Mitsubishi eK Space) - Hypermini (2000–2002) - Kix (2008–2012, átcímkézett Mitsubishi Pajero Mini) - Moco (2002–2016, átcímkézett Suzuki MR Wagon) - Otti (2005–2013, átcímkézett Mitsubish eK Wagon / eK Sport) - Pino (2007–2010, átcímkézett Mazda Carol) | - NMKV - Mitsubishi Delica Mini (2023–napjainkig) - Mitsubishi eK Cross EV / Nissan Sakura (2013–napjainkig) - Mitsubishi eK Space (2013–napjainkig) / Nissan Roox (2020–napjainkig) - Mitsubishi eK Cross / eK Wagon / Nissan Dayz (2013–napjainkig) - Mitsubishi Minicab EV (2023–napjainkig) / Nissan Clipper EV (2024–napjainkig) - Subaru - 360 (1958–1970) - Chiffon / Chiffon Custom (2016–napjainkig, átcímkézett Daihatsu Tanto) - Dias Wagon (1999–2020, második generációja óta átcímkézett Daihatsu Atrai) - Lucra (2010–2015, átcímkézett Daihatsu Tanto Exe) - Pleo (1998–2018, a második generációs modell átcímkézett Daihatsu Mira) - Pleo Plus (2012–napjainkig, átcímkézett Daihatsu Mira e:S) - R1 (2005–2010) - R2 (2003–2010) - R-2 (1969–1973) - Rex (1972–1992) - Sambar / Sambar Van (1961–2009, 2012–napjainkig, hetedik generációja óta átcímkézett Daihatsu Hijet Cargo) - Stella / Stella Custom (2006–2024, átcímkézett Daihatsu Move) - Vivio (1992–1998) - Suminoe - Flying Feather (1955) - Suzuki - Alto / Alto Works (1979–napjainkig) - Alto Lapin (2002–napjainkig) - Cappuccino (1991–1998) - Cara (1993–1995, átcímkézett Autozam AZ-1) - Suzulight Carry / Carry (1961–1976) - Cervo / Cervo Mode (1977–1998, 2006–2011) - Every / Every Wagon (1982–napjainkig) - Fronte / Fronte Hatch (1962–1989) - Fronte Coupe (1971–1976) - Hustler (2014–napjainkig) - Kei (1998–2009) - Jimny (1970–napjainkig) - Mighty Boy (1983–1988) - MR Wagon (2001–2016) - Palette (2008–2013) - Spacia (2013–napjainkig) - Suzulight (1955–1968) - Twin (2003–2005) - Wagon R (1993–napjainkig) - Wagon R Smile (2021–napjainkig) - Takeoka Auto Craft - REVAi / REVAi Classic (2003–2012) - Tokyu Kogyo Kurogane - Kurogane Baby Light Van (1960–1962) - Toyota - Copen GR Sport (2019–napjainkig, az alapmodell átcímkézett Daihatsu Copen, azonban a „GR Sport” verziót a Toyota Gazoo Racing nevű sportautórészlege tervezte) - Pixis Epoch (2012–napjainkig, átcímkézett Daihatsu Mira e:S) - Pixis Joy (2016–2023, átcímkézett Daihatsu Cast) - Pixis Mega (2015–2022, átcímkézett Daihatsu Wake) - Pixis Space (2011–2017, átcímkézett Daihatsu Move Conte) - YM Mobilemates - Ami (199x, az első generációs Daihatsu Optin alapul) |

### Olyan kei autók, melyek a forgalmazásuk során nem minősültek annak
Ezek a típusok a forgalmazásuk időtartama alatt nem számítottak kei autóknak, azonban azóta a megengedőbb szabályozások miatt már igen, így újra forgalomba helyezésük esetén már kei autóként regisztrálják azokat.
- Honda
  - S500 (1963–1964)
  - S600 (1964–1966)

- Mitsubishi
  - 500 (1960–1962)
  - Colt 600 (1962–1965)

### A kei autók szabályozásainak megfelelő autók, melyeket Japánban nem forgalmaztak
Az alábbi modelleket Japánban hivatalosan nem forgalmazták, azonban 1990. január 1-je vagy 1998. október 1-je óta megfelelnek a kei előírásoknak, ezért az importált példányokat kei autóként helyezik forgalomba.
- Autobianchi
  - Autobianchi Bianchina (1957–1970)
- Fiat / NSU / Polski Fiat / Puch / SEAT / Simca
  - Fiat 126 (1972–1980) / Polski Fiat 126p (1973–2000)[54]
  - Fiat Nuova 500 (1957–1975) / Puch 500 (1957–1975) / Autobianchi Giardiniera (1968–1977) / NSU/Fiat Weinsberg 500 (1959–1963)
  - Fiat 500 Topolino (1936–1955) / Simca 5 (1936–1948) / Simca 6 (1947–1950)
  - Fiat 600 (1955–1969, csak a 633 köbcentiméteres motorral szerelt verzió) / SEAT 600 (1957–1963)
- Perodua
  - Perodua Kancil (1994–2009, átcimkézett Daihatsu Mira L200)
- Tata Motors
  - Tata Nano (2008–2018)

## Legkelendőbb modellek
| A 10 legkelendőbb kei autó Japánban típusjelzés szerint (kivéve a kei haszongépjárműveket), 1996–2023 | A 10 legkelendőbb kei autó Japánban típusjelzés szerint (kivéve a kei haszongépjárműveket), 1996–2023 | A 10 legkelendőbb kei autó Japánban típusjelzés szerint (kivéve a kei haszongépjárműveket), 1996–2023 | A 10 legkelendőbb kei autó Japánban típusjelzés szerint (kivéve a kei haszongépjárműveket), 1996–2023 | A 10 legkelendőbb kei autó Japánban típusjelzés szerint (kivéve a kei haszongépjárműveket), 1996–2023 | A 10 legkelendőbb kei autó Japánban típusjelzés szerint (kivéve a kei haszongépjárműveket), 1996–2023 | A 10 legkelendőbb kei autó Japánban típusjelzés szerint (kivéve a kei haszongépjárműveket), 1996–2023 | A 10 legkelendőbb kei autó Japánban típusjelzés szerint (kivéve a kei haszongépjárműveket), 1996–2023 | A 10 legkelendőbb kei autó Japánban típusjelzés szerint (kivéve a kei haszongépjárműveket), 1996–2023 | A 10 legkelendőbb kei autó Japánban típusjelzés szerint (kivéve a kei haszongépjárműveket), 1996–2023 | A 10 legkelendőbb kei autó Japánban típusjelzés szerint (kivéve a kei haszongépjárműveket), 1996–2023 |
| Év | Modellek és rangsor                                                                                   | Modellek és rangsor                                                                                   | Modellek és rangsor                                                                                   | Modellek és rangsor                                                                                   | Modellek és rangsor                                                                                   | Modellek és rangsor                                                                                   | Modellek és rangsor                                                                                   | Modellek és rangsor                                                                                   | Modellek és rangsor                                                                                   | Modellek és rangsor                                                                                   |
| Év | 1. | 2. | 3. | 4. | 5. | 6. | 7. | 8. | 9. | 10.                                                                                                   |
| --- | --- | --- | --- | --- | --- | --- | --- | --- | --- | --- |
| 1962                                                                                                  | Mazda Carol 360                                                                                       | (nincs adat)                                                                                          | (nincs adat)                                                                                          | (nincs adat)                                                                                          | (nincs adat)                                                                                          | (nincs adat)                                                                                          | (nincs adat)                                                                                          | (nincs adat)                                                                                          | (nincs adat)                                                                                          | (nincs adat)                                                                                          |
| 1963                                                                                                  | Mazda Carol 360                                                                                       | (nincs adat)                                                                                          | (nincs adat)                                                                                          | (nincs adat)                                                                                          | (nincs adat)                                                                                          | (nincs adat)                                                                                          | (nincs adat)                                                                                          | (nincs adat)                                                                                          | (nincs adat)                                                                                          | (nincs adat)                                                                                          |
| 1964                                                                                                  | Mazda Carol 360                                                                                       | (nincs adat)                                                                                          | (nincs adat)                                                                                          | (nincs adat)                                                                                          | (nincs adat)                                                                                          | (nincs adat)                                                                                          | (nincs adat)                                                                                          | (nincs adat)                                                                                          | (nincs adat)                                                                                          | (nincs adat)                                                                                          |
| 1996                                                                                                  | Suzuki Wagon R                                                                                        | (nincs adat)                                                                                          | (nincs adat)                                                                                          | (nincs adat)                                                                                          | (nincs adat)                                                                                          | (nincs adat)                                                                                          | (nincs adat)                                                                                          | (nincs adat)                                                                                          | (nincs adat)                                                                                          | (nincs adat)                                                                                          |
| 1997                                                                                                  | Suzuki Wagon R                                                                                        | (nincs adat)                                                                                          | (nincs adat)                                                                                          | (nincs adat)                                                                                          | (nincs adat)                                                                                          | (nincs adat)                                                                                          | (nincs adat)                                                                                          | (nincs adat)                                                                                          | (nincs adat)                                                                                          | (nincs adat)                                                                                          |
| 1998                                                                                                  | Suzuki Wagon R                                                                                        | (nincs adat)                                                                                          | (nincs adat)                                                                                          | (nincs adat)                                                                                          | (nincs adat)                                                                                          | (nincs adat)                                                                                          | (nincs adat)                                                                                          | (nincs adat)                                                                                          | (nincs adat)                                                                                          | (nincs adat)                                                                                          |
| 1999                                                                                                  | Suzuki Wagon R                                                                                        | (nincs adat)                                                                                          | (nincs adat)                                                                                          | (nincs adat)                                                                                          | (nincs adat)                                                                                          | (nincs adat)                                                                                          | (nincs adat)                                                                                          | (nincs adat)                                                                                          | (nincs adat)                                                                                          | (nincs adat)                                                                                          |
| 2000                                                                                                  | Suzuki Wagon R                                                                                        | (nincs adat)                                                                                          | (nincs adat)                                                                                          | (nincs adat)                                                                                          | (nincs adat)                                                                                          | (nincs adat)                                                                                          | (nincs adat)                                                                                          | (nincs adat)                                                                                          | (nincs adat)                                                                                          | (nincs adat)                                                                                          |
| 2001                                                                                                  | Suzuki Wagon R                                                                                        | (nincs adat)                                                                                          | (nincs adat)                                                                                          | (nincs adat)                                                                                          | (nincs adat)                                                                                          | (nincs adat)                                                                                          | (nincs adat)                                                                                          | (nincs adat)                                                                                          | (nincs adat)                                                                                          | (nincs adat)                                                                                          |
| 2002                                                                                                  | Suzuki Wagon R                                                                                        | (nincs adat)                                                                                          | (nincs adat)                                                                                          | (nincs adat)                                                                                          | (nincs adat)                                                                                          | (nincs adat)                                                                                          | (nincs adat)                                                                                          | (nincs adat)                                                                                          | (nincs adat)                                                                                          | (nincs adat)                                                                                          |
| 2003                                                                                                  | Daihatsu Move                                                                                         | Suzuki Wagon R                                                                                        | Honda Life                                                                                            | Daihatsu Mira                                                                                         | Suzuki Alto                                                                                           | (nincs adat)                                                                                          | (nincs adat)                                                                                          | (nincs adat)                                                                                          | (nincs adat)                                                                                          | (nincs adat)                                                                                          |
| 2004                                                                                                  | Suzuki Wagon R                                                                                        | Daihatsu Move                                                                                         | Suzuki Alto                                                                                           | Honda Life                                                                                            | Daihatsu Mira                                                                                         | Daihatsu Tanto                                                                                        | Mitsubishi eK                                                                                         | Nissan Moco                                                                                           | Subaru R2                                                                                             | Honda Vamos                                                                                           |
| 2005                                                                                                  | Suzuki Wagon R                                                                                        | Daihatsu Move                                                                                         | Suzuki Alto                                                                                           | Honda Life                                                                                            | Daihatsu Mira                                                                                         | Daihatsu Tanto                                                                                        | Mitsubishi eK                                                                                         | Nissan Moco                                                                                           | Honda That’s                                                                                          | Suzuki Kei                                                                                            |
| 2006                                                                                                  | Suzuki Wagon R                                                                                        | Daihatsu Move                                                                                         | Suzuki Alto                                                                                           | Daihatsu Tanto                                                                                        | Honda Life                                                                                            | Daihatsu Mira                                                                                         | Honda Zest                                                                                            | Mitsubishi eK                                                                                         | Nissan Moco                                                                                           | Suzuki MR Wagon                                                                                       |
| 2007                                                                                                  | Suzuki Wagon R                                                                                        | Daihatsu Move                                                                                         | Daihatsu Tanto                                                                                        | Daihatsu Mira                                                                                         | Honda Life                                                                                            | Suzuki Alto                                                                                           | Nissan Moco                                                                                           | Mitsubishi eK                                                                                         | Subaru Stella                                                                                         | Honda Zest                                                                                            |
| 2008                                                                                                  | Suzuki Wagon R                                                                                        | Daihatsu Move                                                                                         | Daihatsu Tanto                                                                                        | Honda Life                                                                                            | Daihatsu Mira                                                                                         | Suzuki Palette                                                                                        | Suzuki Alto                                                                                           | Nissan Moco                                                                                           | Mitsubishi eK                                                                                         | Subaru Stella                                                                                         |
| 2009                                                                                                  | Suzuki Wagon R                                                                                        | Daihatsu Move                                                                                         | Daihatsu Tanto                                                                                        | Daihatsu Mira                                                                                         | Suzuki Alto                                                                                           | Suzuki Palette                                                                                        | Honda Life                                                                                            | Nissan Roox                                                                                           | Honda Zest                                                                                            | Nissan Moco                                                                                           |
| 2010                                                                                                  | Suzuki Wagon R                                                                                        | Daihatsu Tanto                                                                                        | Daihatsu Move                                                                                         | Suzuki Alto                                                                                           | Daihatsu Mira                                                                                         | Suzuki Palette                                                                                        | Honda Life                                                                                            | Nissan Moco                                                                                           | Nissan Roox                                                                                           | Honda Zest                                                                                            |
| 2011                                                                                                  | Suzuki Wagon R                                                                                        | Daihatsu Move                                                                                         | Daihatsu Tanto                                                                                        | Daihatsu Mira                                                                                         | Suzuki Alto                                                                                           | Honda Life                                                                                            | Nissan Moco                                                                                           | Suzuki Palette                                                                                        | Nissan Roox                                                                                           | Mitsubishi eK                                                                                         |
| 2012                                                                                                  | Daihatsu Mira                                                                                         | Honda N-Box                                                                                           | Suzuki Wagon R                                                                                        | Daihatsu Tanto                                                                                        | Daihatsu Move                                                                                         | Suzuki Alto                                                                                           | Nissan Moco                                                                                           | Suzuki Palette                                                                                        | Nissan Roox                                                                                           | Honda Life                                                                                            |
| 2013                                                                                                  | Honda N-Box                                                                                           | Daihatsu Move                                                                                         | Suzuki Wagon R                                                                                        | Daihatsu Mira                                                                                         | Daihatsu Tanto                                                                                        | Suzuki Alto                                                                                           | Honda N-One                                                                                           | Suzuki Spacia                                                                                         | Nissan Dayz                                                                                           | Nissan Moco                                                                                           |
| 2014                                                                                                  | Daihatsu Tanto                                                                                        | Honda N-Box                                                                                           | Suzuki Wagon R                                                                                        | Nissan Dayz                                                                                           | Honda N-WGN                                                                                           | Daihatsu Mira                                                                                         | Daihatsu Move                                                                                         | Suzuki Spacia                                                                                         | Suzuki Alto                                                                                           | Suzuki Hustler                                                                                        |
| 2015                                                                                                  | Honda N-Box                                                                                           | Daihatsu Tanto                                                                                        | Nissan Dayz                                                                                           | Daihatsu Move                                                                                         | Suzuki Alto                                                                                           | Suzuki Wagon R                                                                                        | Honda N-WGN                                                                                           | Suzuki Hustler                                                                                        | Daihatsu Mira                                                                                         | Suzuki Spacia                                                                                         |
| 2016                                                                                                  | Honda N-Box                                                                                           | Daihatsu Move                                                                                         | Nissan Dayz                                                                                           | Daihatsu Tanto                                                                                        | Suzuki Alto                                                                                           | Honda N-WGN                                                                                           | Suzuki Hustler                                                                                        | Suzuki Spacia                                                                                         | Daihatsu Mira                                                                                         | Suzuki Wagon R                                                                                        |
| 2017                                                                                                  | Honda N-Box                                                                                           | Daihatsu Move                                                                                         | Daihatsu Tanto                                                                                        | Nissan Dayz                                                                                           | Suzuki Wagon R                                                                                        | Suzuki Spacia                                                                                         | Daihatsu Mira                                                                                         | Suzuki Alto                                                                                           | Honda N-WGN                                                                                           | Suzuki Hustler                                                                                        |
| 2018                                                                                                  | Honda N-Box                                                                                           | Suzuki Spacia                                                                                         | Nissan Dayz                                                                                           | Daihatsu Tanto                                                                                        | Daihatsu Move                                                                                         | Daihatsu Mira                                                                                         | Suzuki Wagon R                                                                                        | Suzuki Hustler                                                                                        | Suzuki Alto                                                                                           | Honda N-WGN                                                                                           |
| 2019                                                                                                  | Honda N-Box                                                                                           | Daihatsu Tanto                                                                                        | Suzuki Spacia                                                                                         | Nissan Dayz                                                                                           | Daihatsu Move                                                                                         | Daihatsu Mira                                                                                         | Suzuki Wagon R                                                                                        | Suzuki Alto                                                                                           | Suzuki Hustler                                                                                        | Mitsubishi eK                                                                                         |
| 2020                                                                                                  | Honda N-Box                                                                                           | Suzuki Spacia                                                                                         | Daihatsu Tanto                                                                                        | Daihatsu Move                                                                                         | Nissan Dayz                                                                                           | Suzuki Hustler                                                                                        | Daihatsu Mira                                                                                         | Nissan Roox                                                                                           | Honda N-WGN                                                                                           | Suzuki Wagon R                                                                                        |
| 2021                                                                                                  | Honda N-Box                                                                                           | Suzuki Spacia                                                                                         | Daihatsu Tanto                                                                                        | Daihatsu Move                                                                                         | Nissan Roox                                                                                           | Suzuki Hustler                                                                                        | Suzuki Wagon R                                                                                        | Daihatsu Mira                                                                                         | Daihatsu Taft                                                                                         | Suzuki Alto                                                                                           |
| 2022                                                                                                  | Honda N-Box                                                                                           | Daihatsu Tanto                                                                                        | Suzuki Spacia                                                                                         | Daihatsu Move                                                                                         | Suzuki Wagon R                                                                                        | Nissan Roox                                                                                           | Suzuki Hustler                                                                                        | Suzuki Alto                                                                                           | Daihatsu Mira                                                                                         | Daihatsu Taft                                                                                         |
| 2023                                                                                                  | Honda N-Box                                                                                           | Daihatsu Tanto                                                                                        | Suzuki Spacia                                                                                         | Daihatsu Move                                                                                         | Suzuki Hustler                                                                                        | Suzuki Wagon R                                                                                        | Nissan Roox                                                                                           | Suzuki Alto                                                                                           | Daihatsu Mira                                                                                         | Daihatsu Taft                                                                                         |
| 2024                                                                                                  | Honda N-Box                                                                                           | Suzuki Spacia                                                                                         | Daihatsu Tanto                                                                                        | Suzuki Hustler                                                                                        | Suzuki Wagon R                                                                                        | Nissan Roox                                                                                           | Suzuki Alto                                                                                           | Mitsubishi eK                                                                                         | Nissan Dayz                                                                                           | Daihatsu Mira                                                                                         |
| | 1. | 2. | 3. | 4. | 5. | 6. | 7. | 8. | 9. | 10.                                                                                                   |

## Galéria

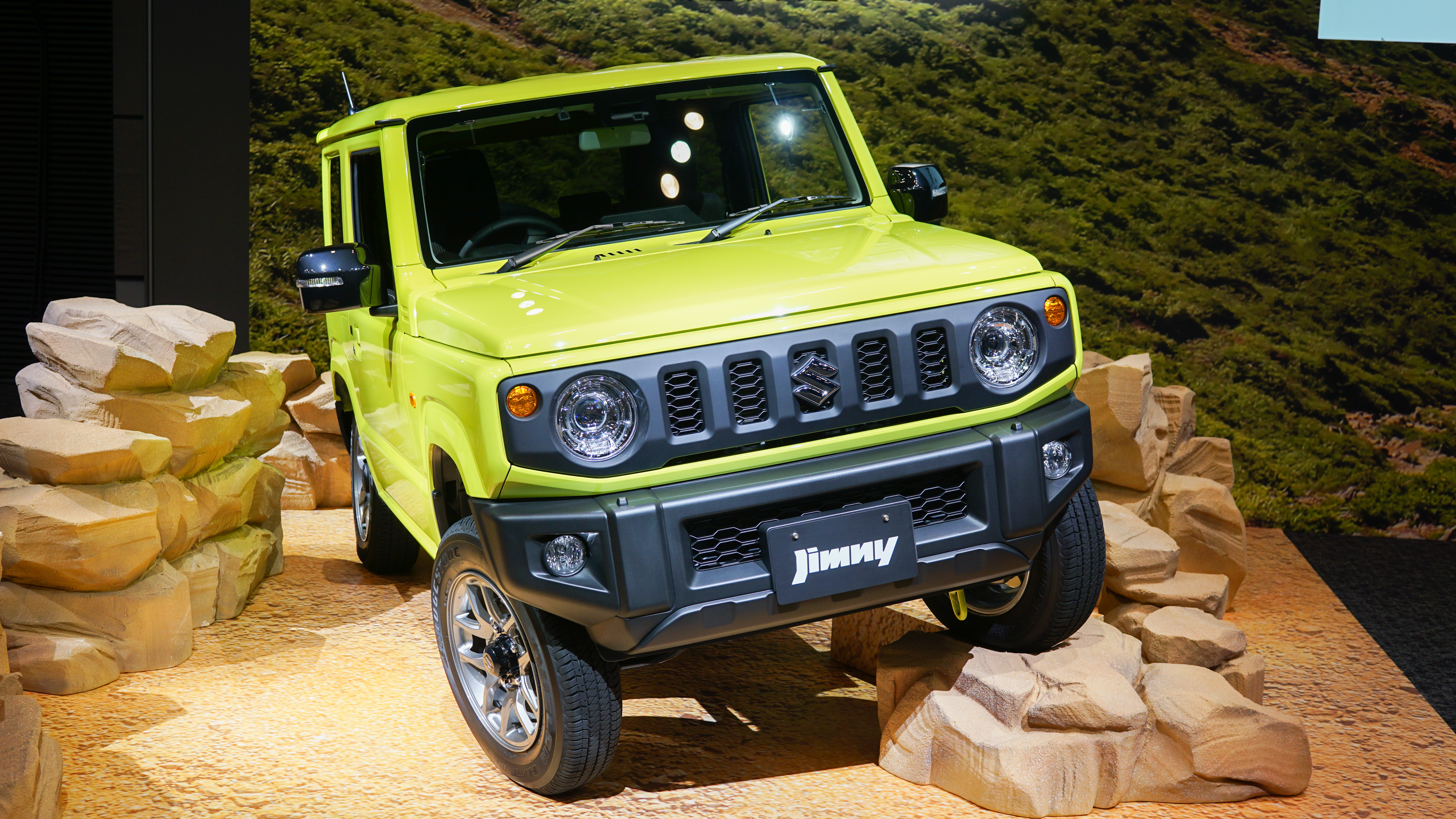
Suzuki Jimny (1970–napjainkig)
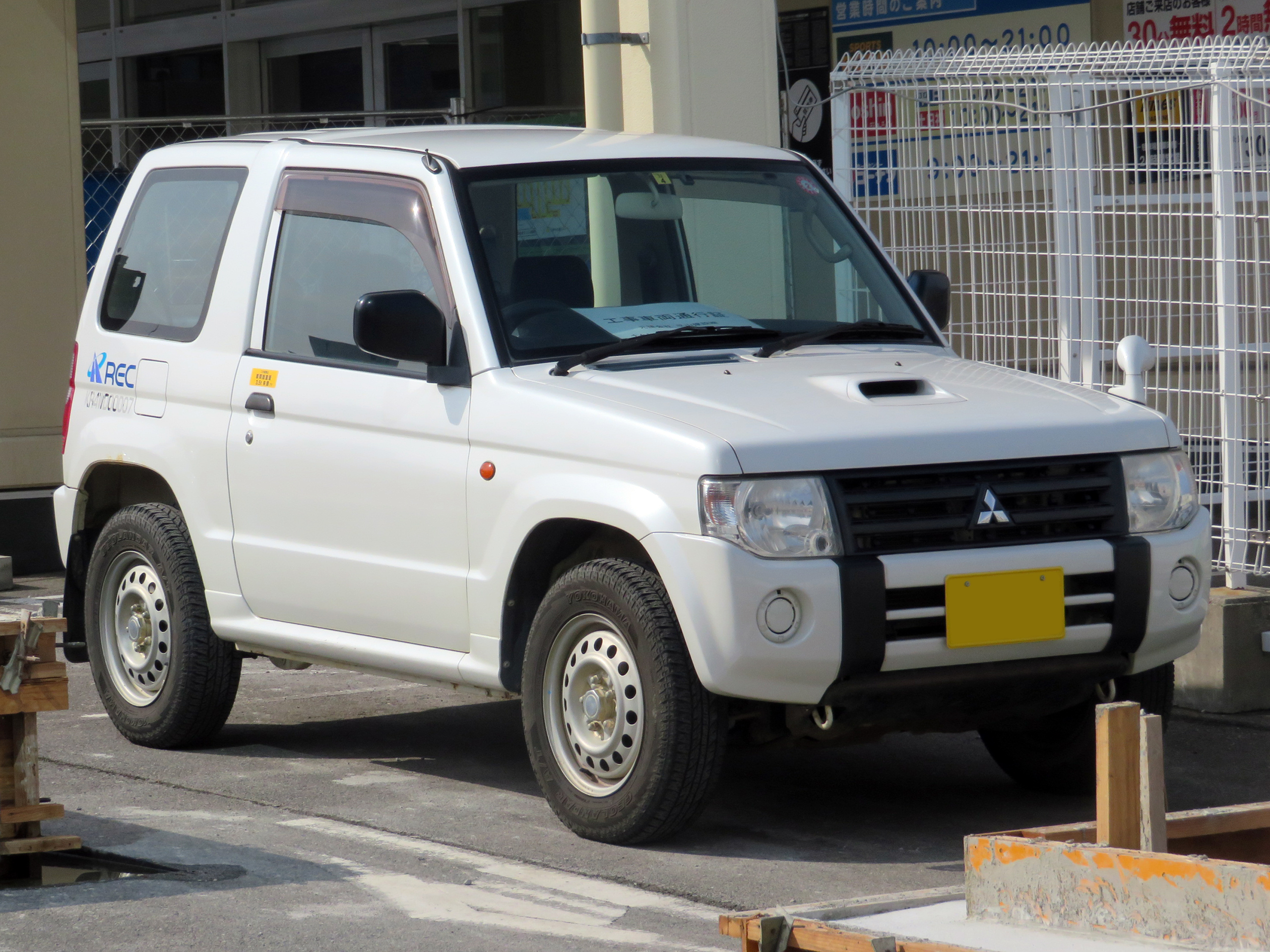
Mitsubishi Pajero Mini (1994–2012)
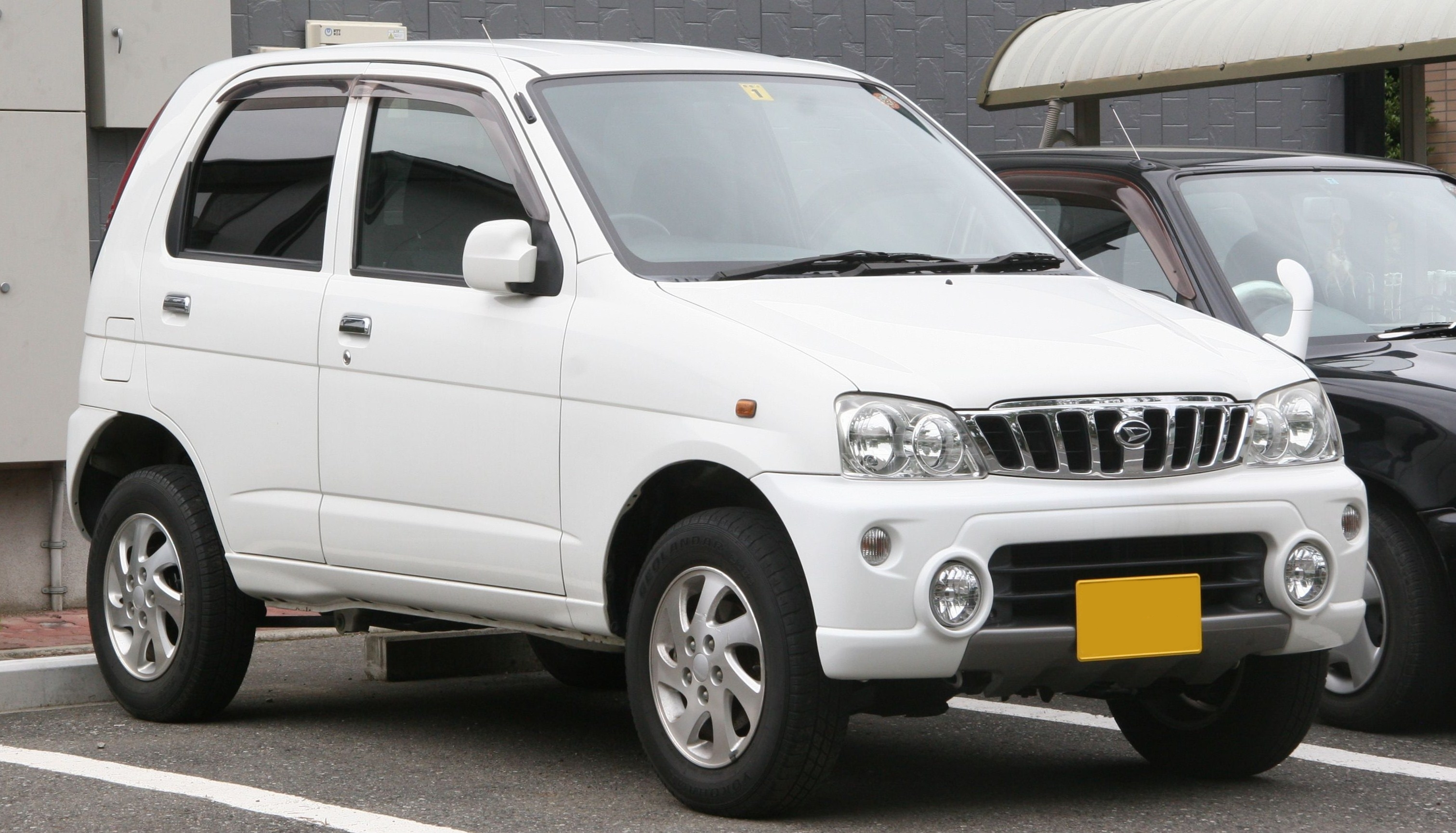
Daihatsu Terios Kid (1998–2012)

360 köbcentiméteres korszak

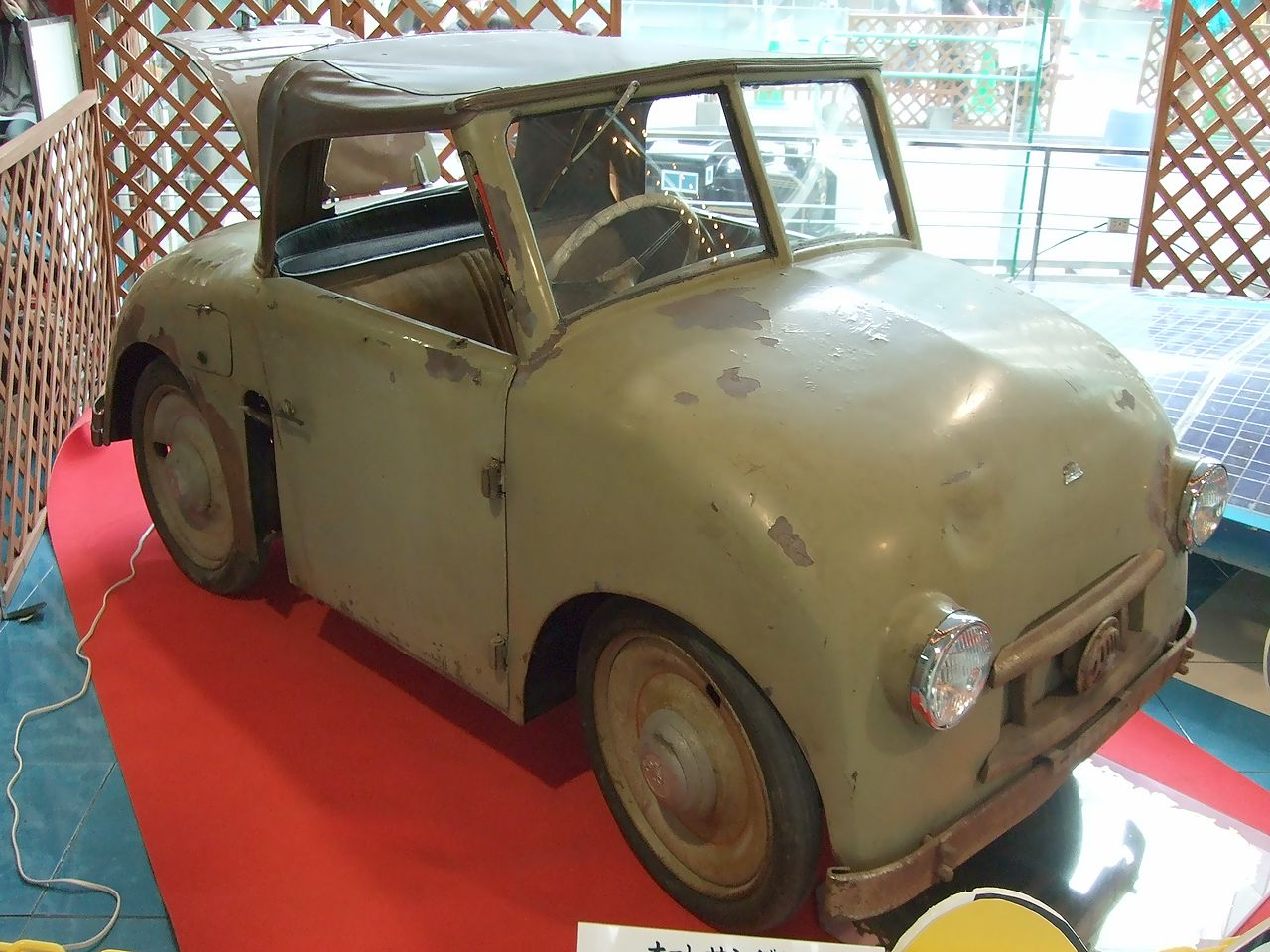
Auto Sandal FS (1952–1954)
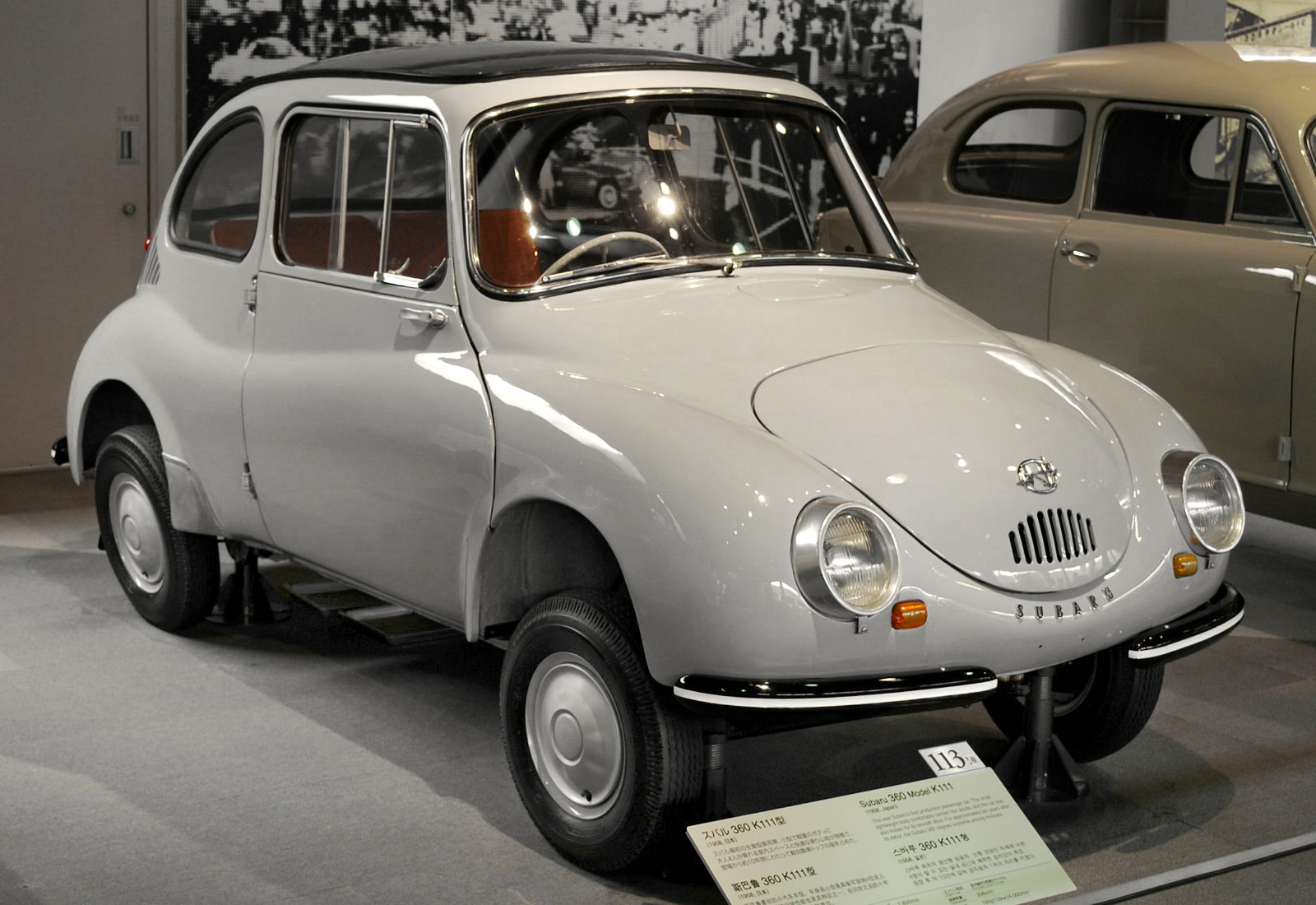
Subaru 360 (1958–1970)
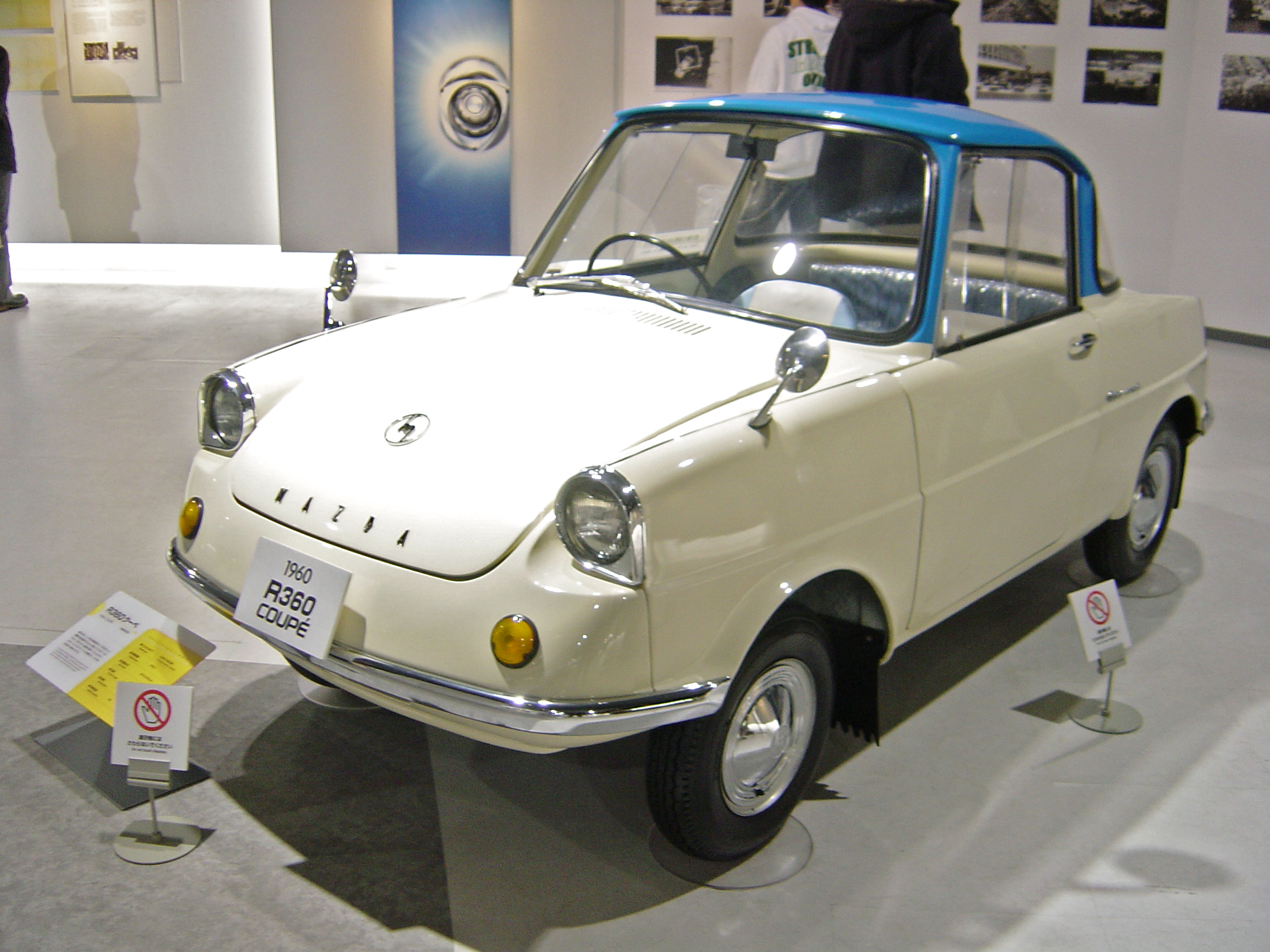
Mazda R360 (1960–1969)
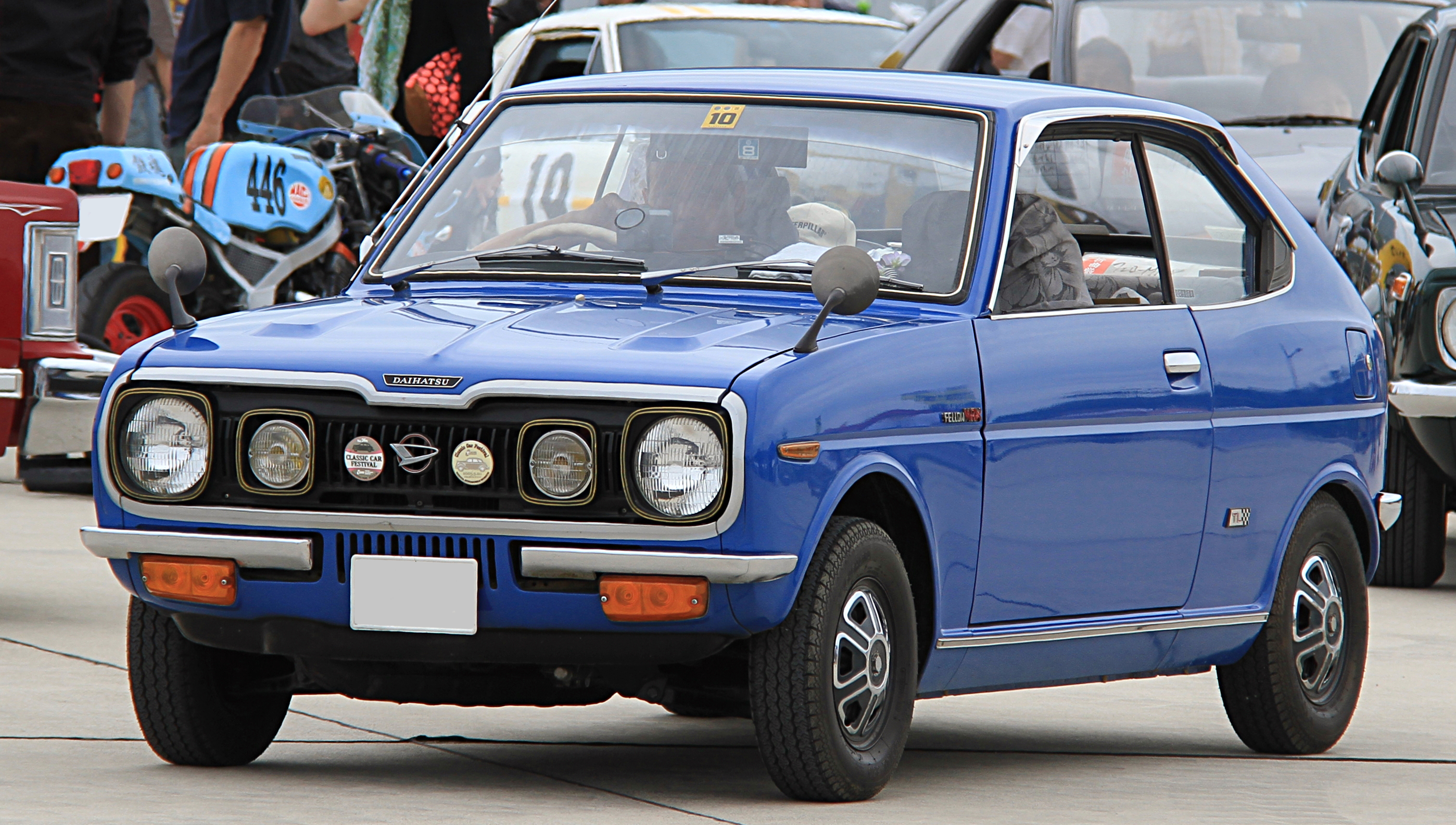
Daihatsu Fellow Max (1970–1976)
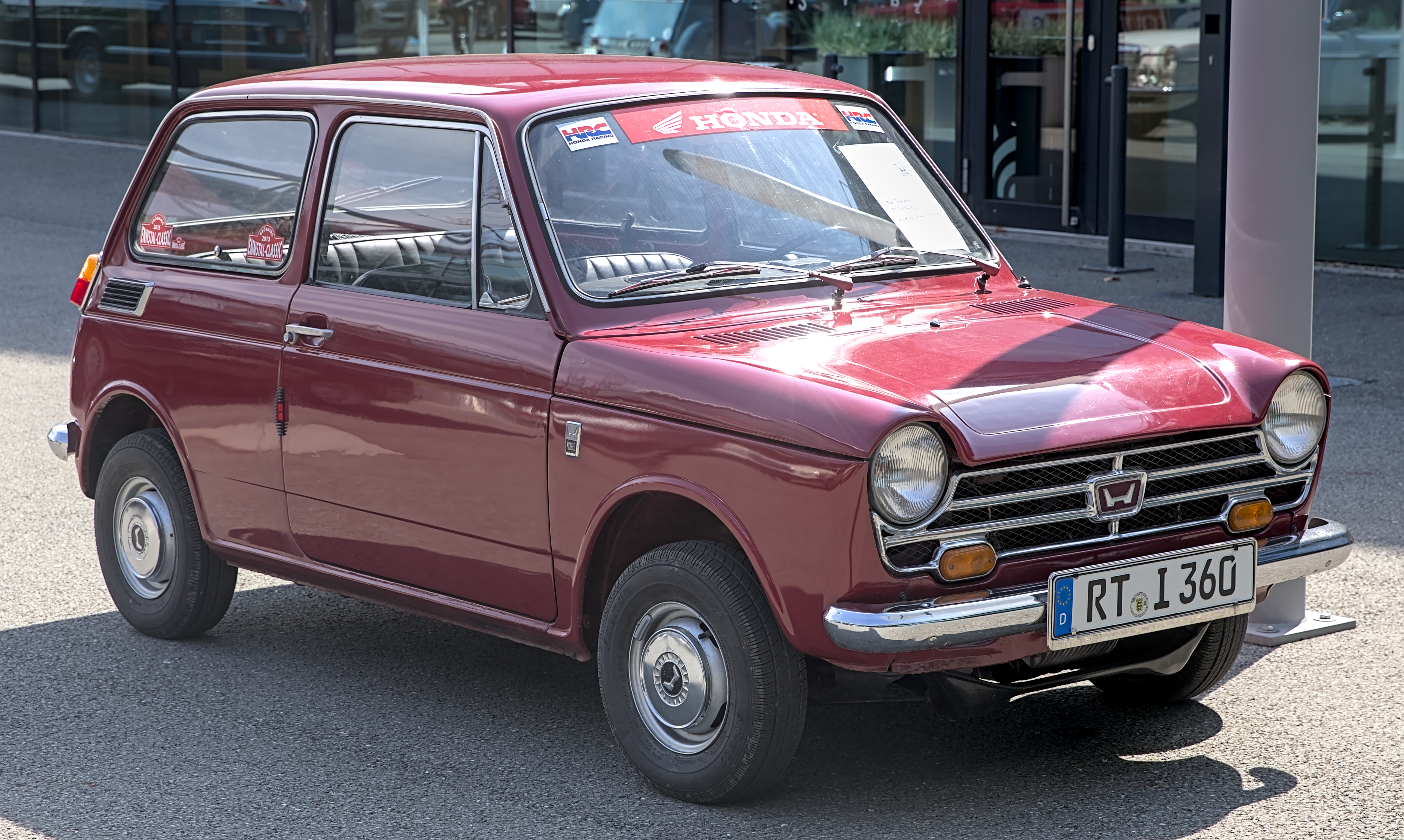
Honda N360 (1967–1972)
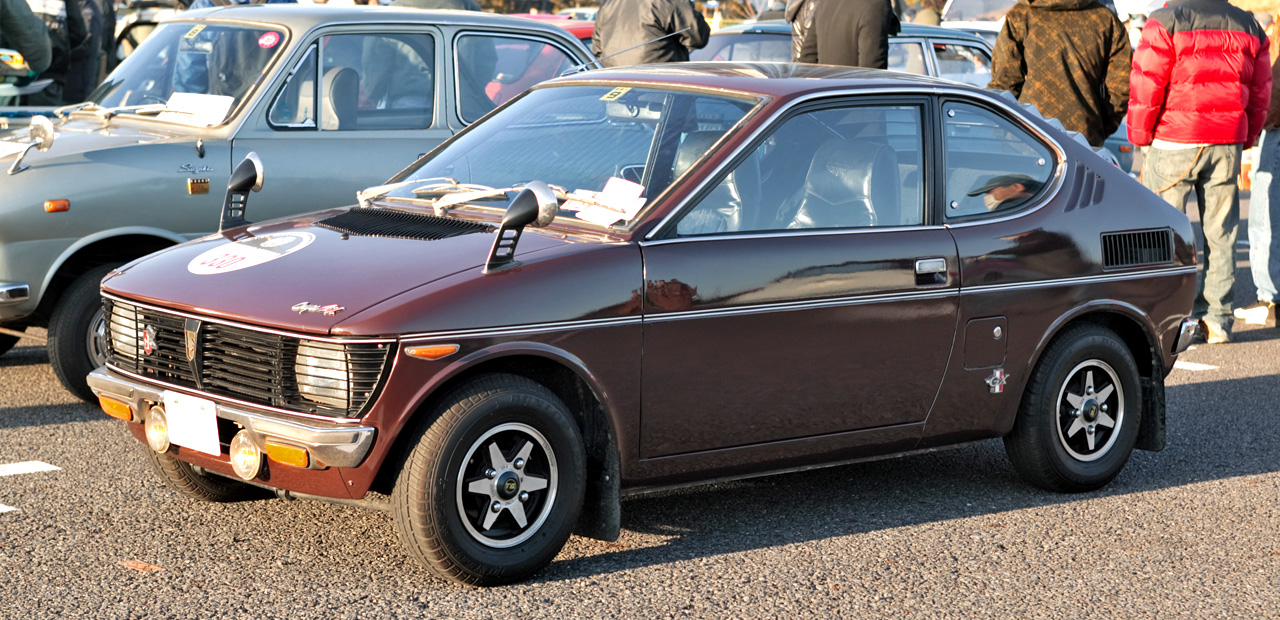
Suzuki Fronte Coupé (1971–1976)

550 köbcentiméteres korszak

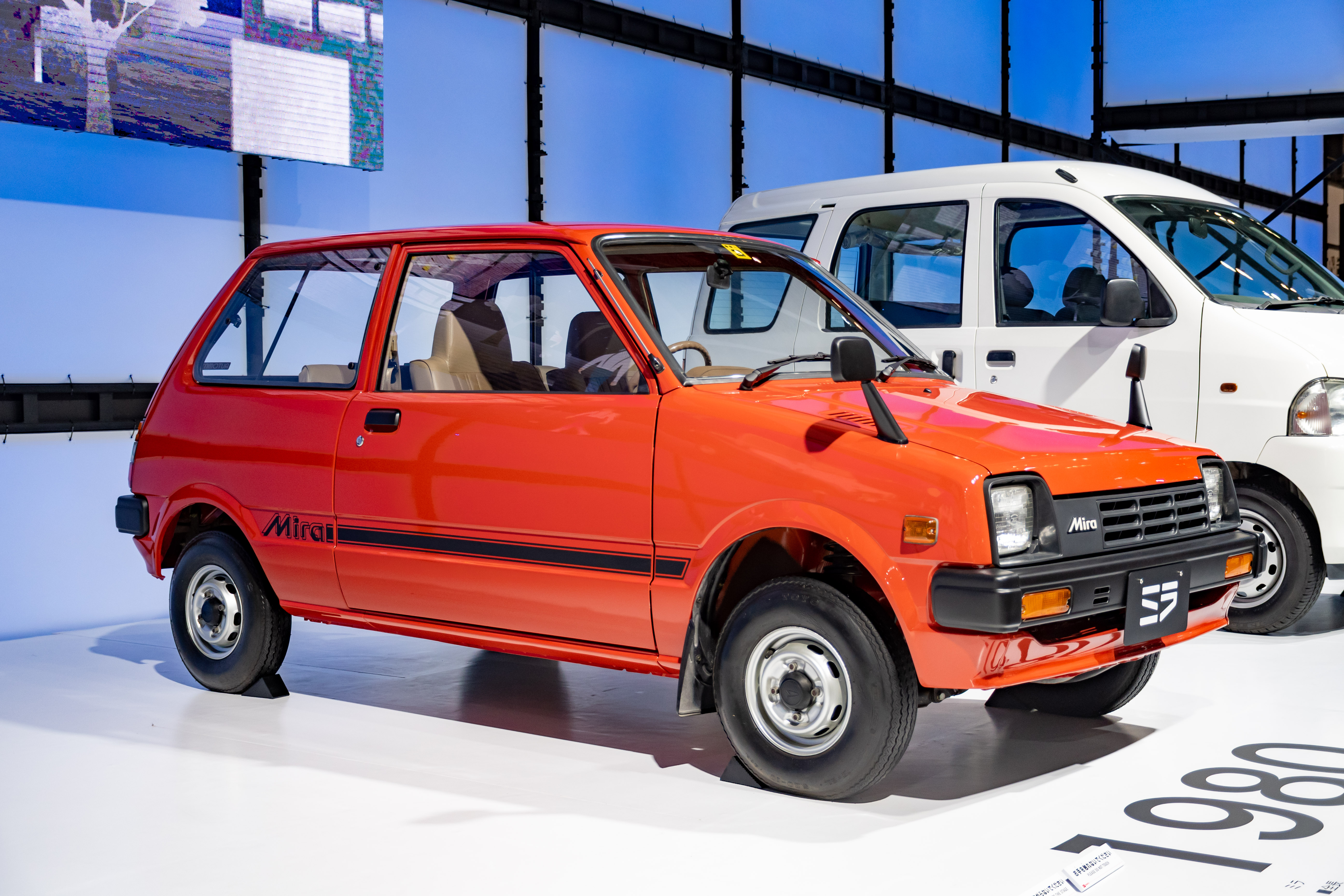
Daihatsu Mira (1980–2018)
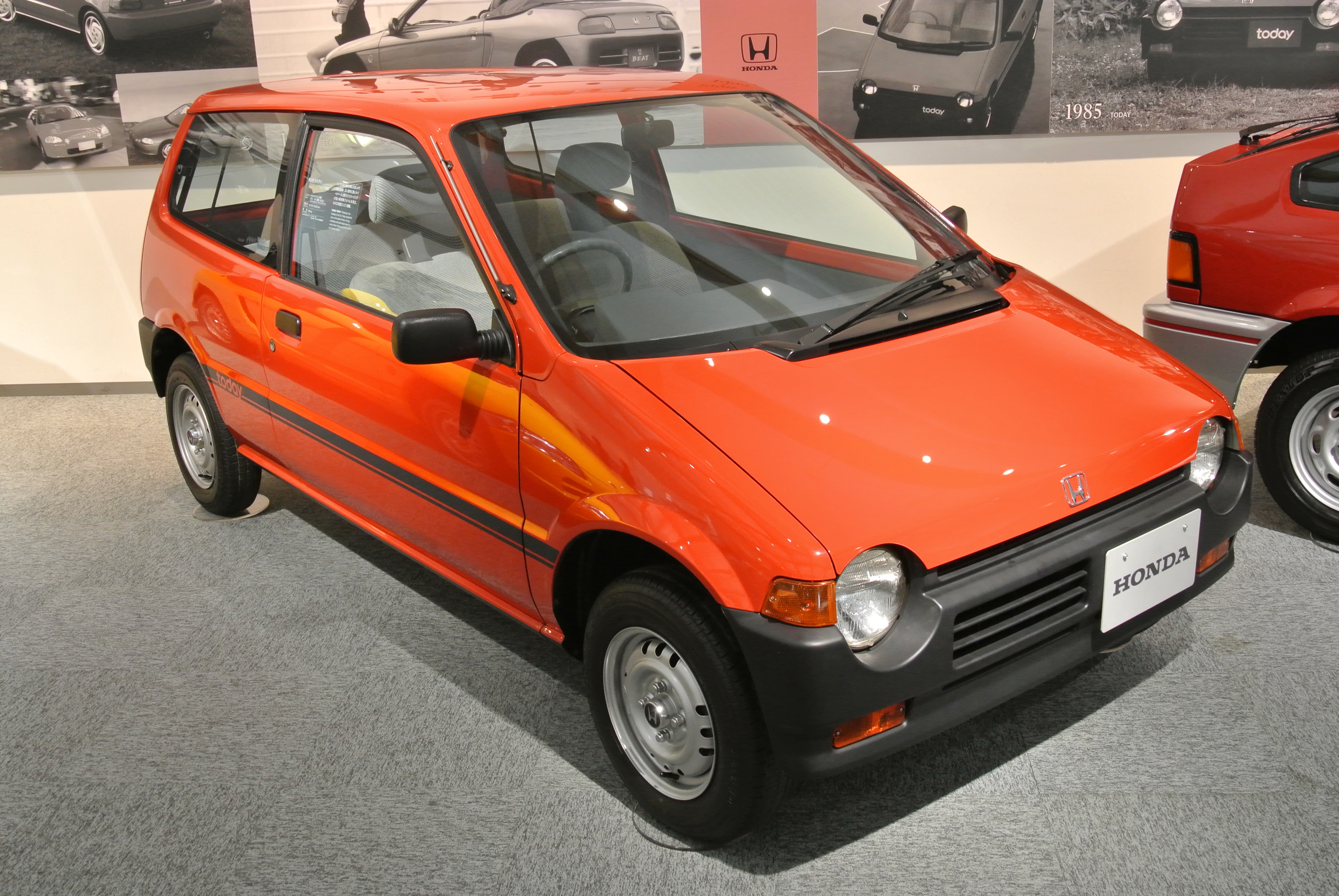
Honda Today (1985–1998)
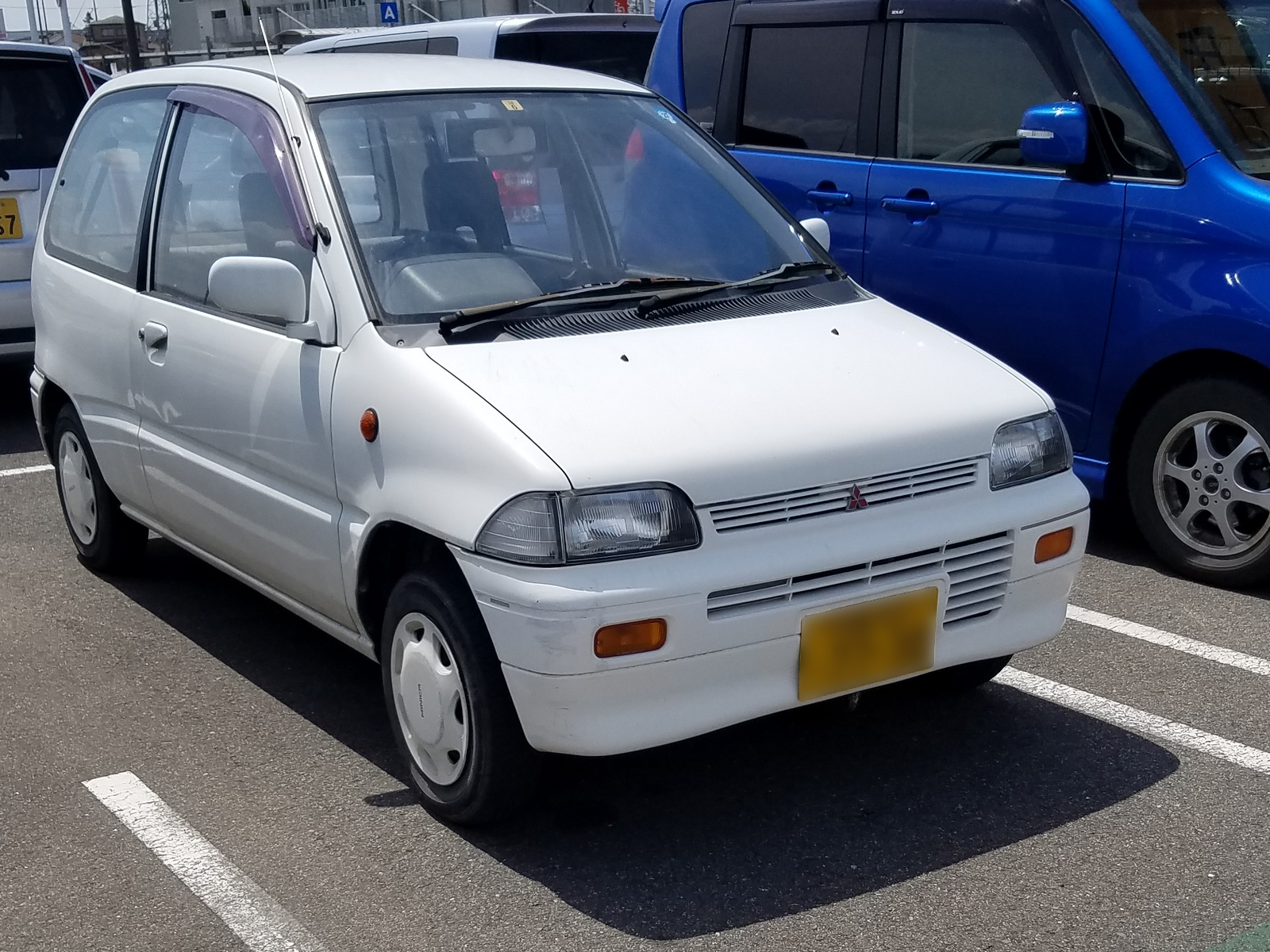
Mitsubishi Minica (1962–2011)
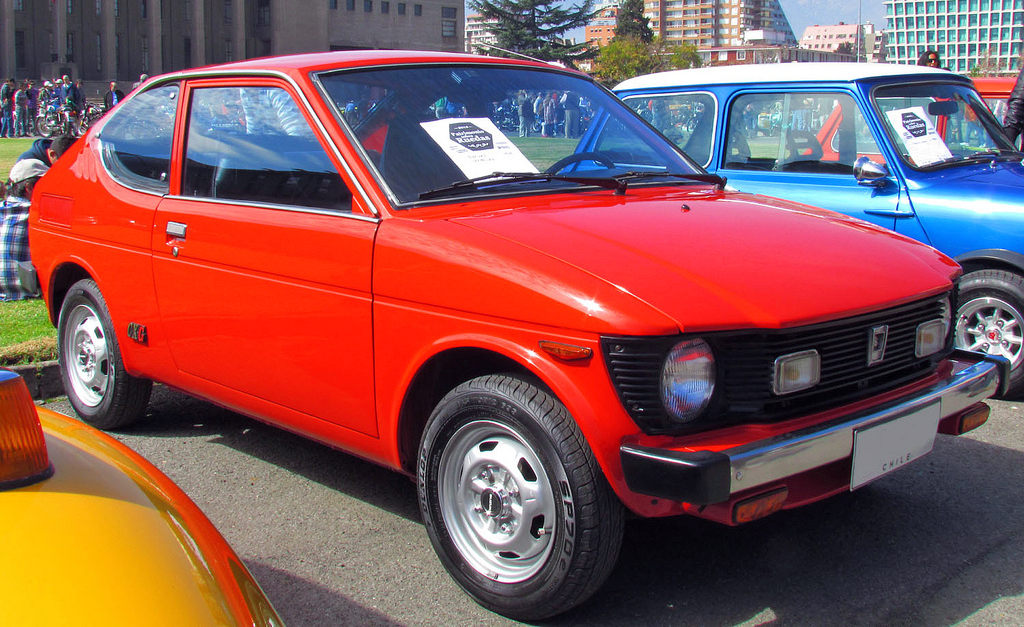
Suzuki Cervo CX-G (1977–1982)

Kei sportautók

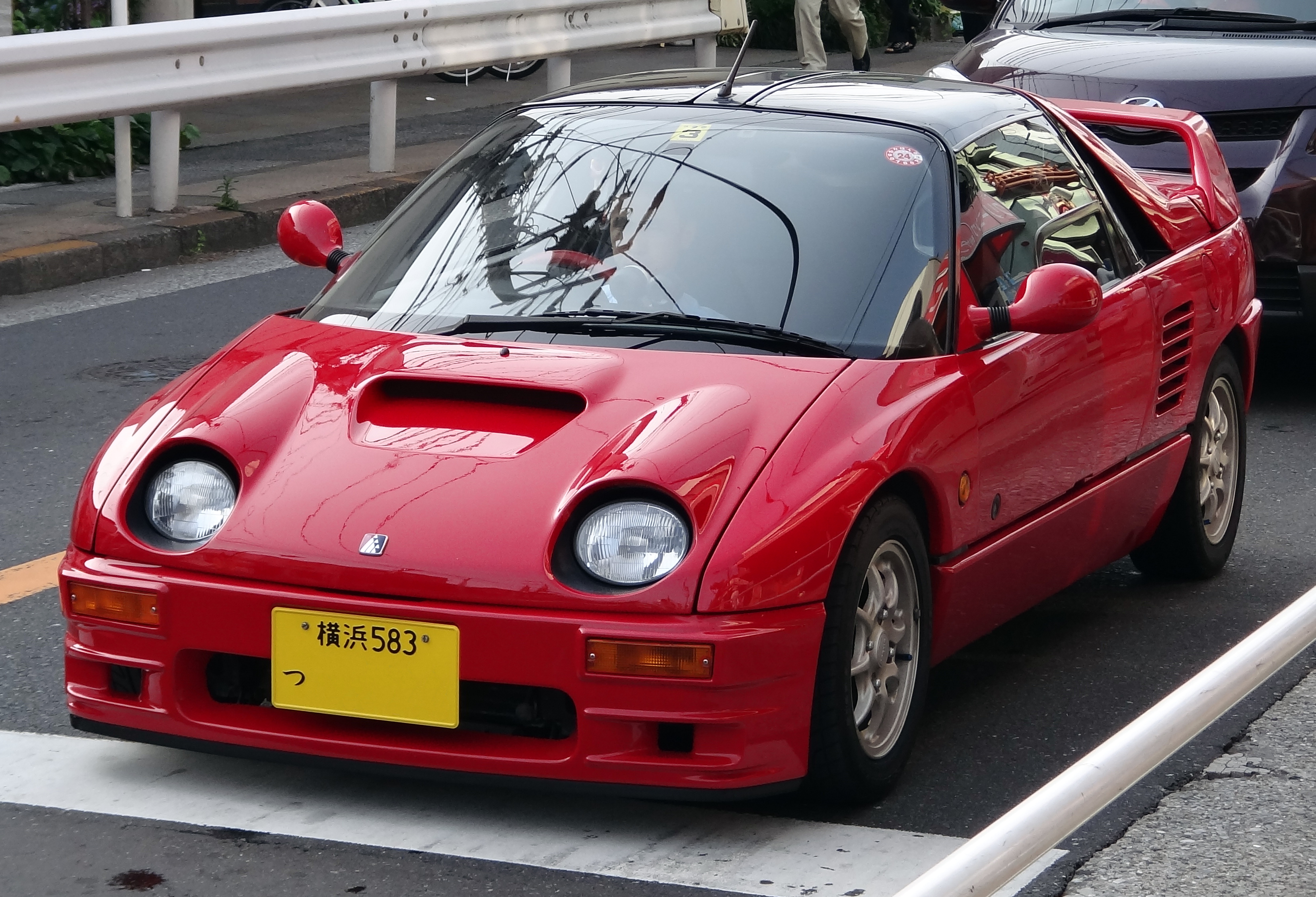
Autozam AZ-1 Mazdaspeed (1992–1994)
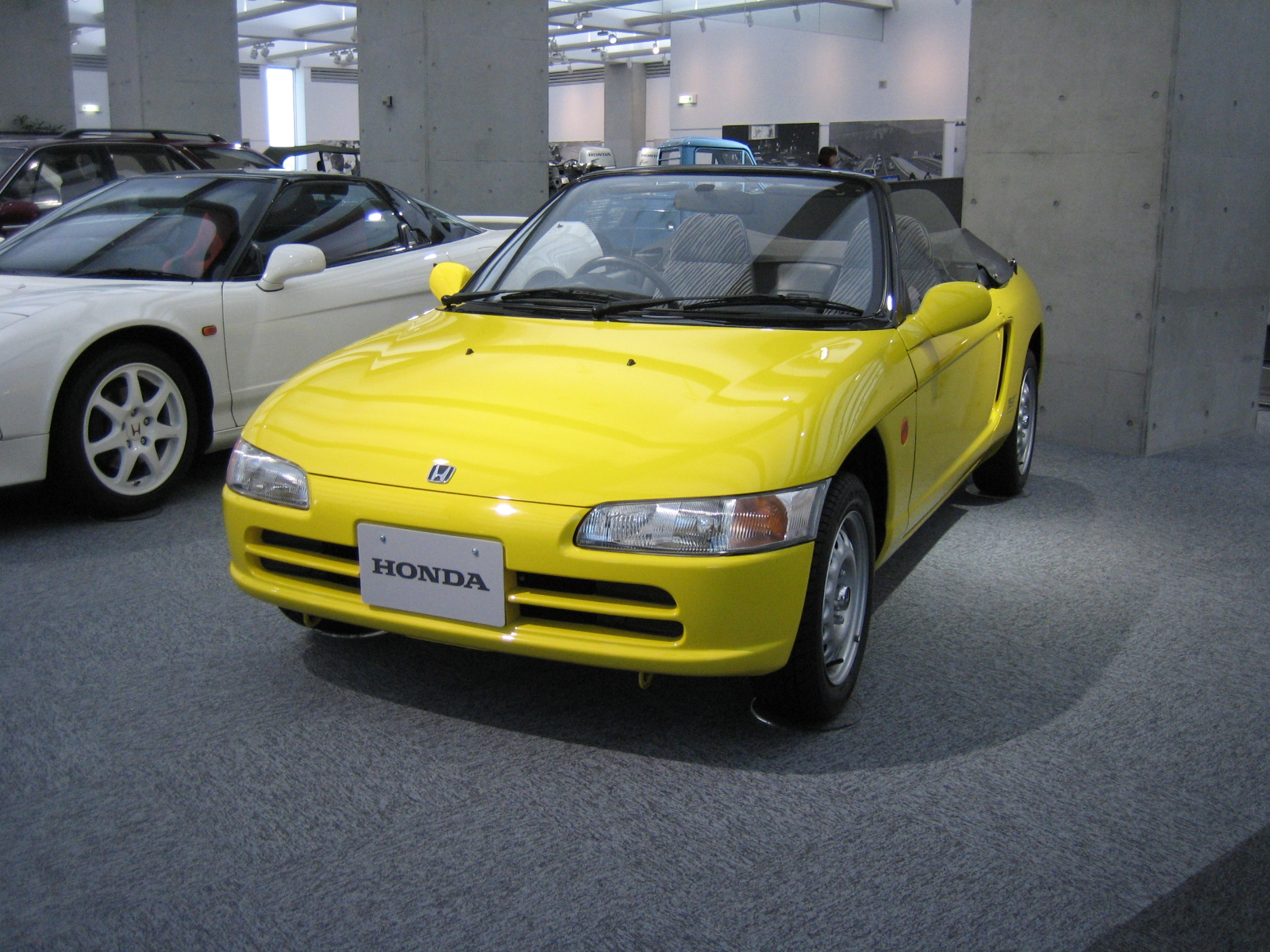
Honda Beat (1991–1996)
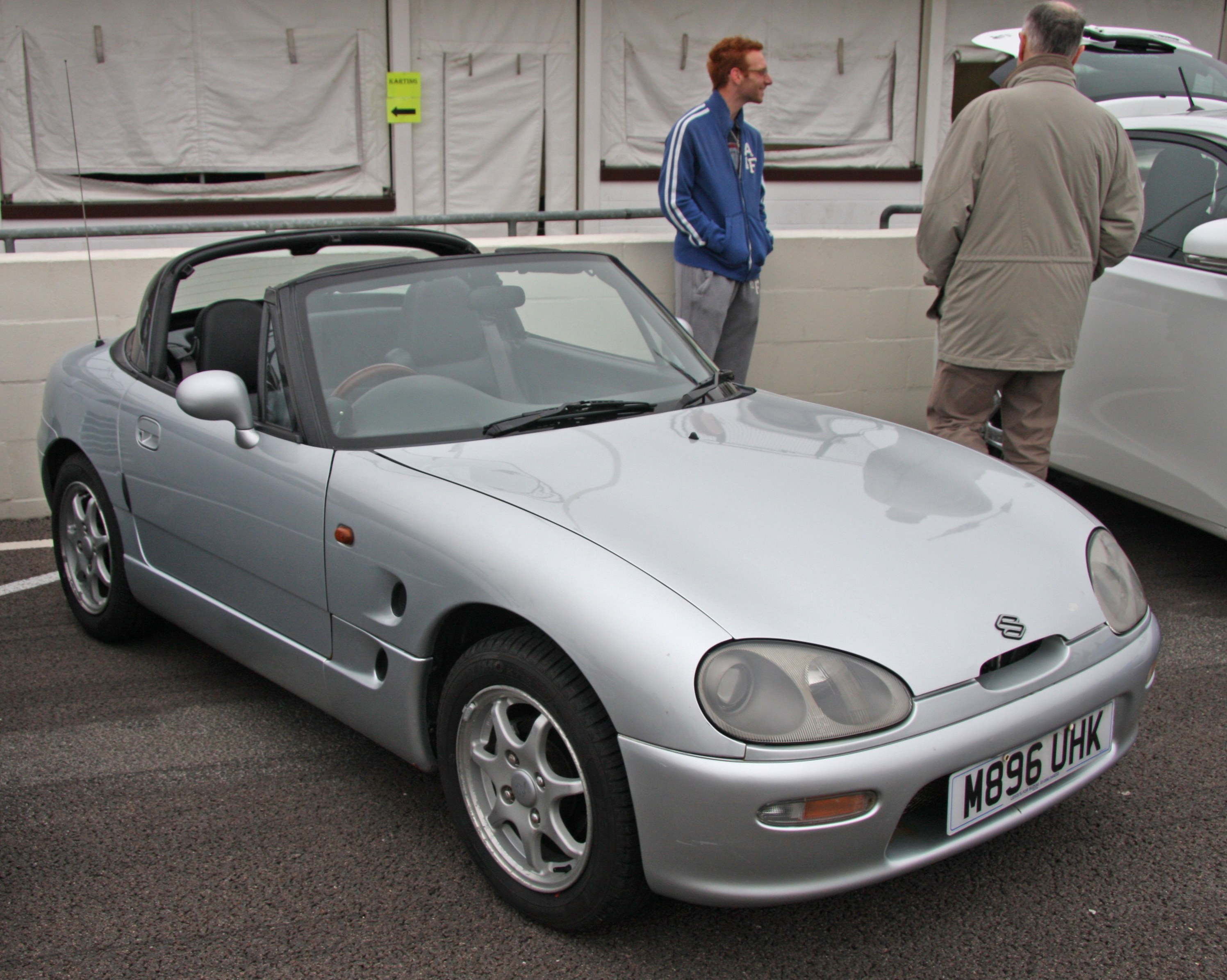
Suzuki Cappuccino (1991–1998)
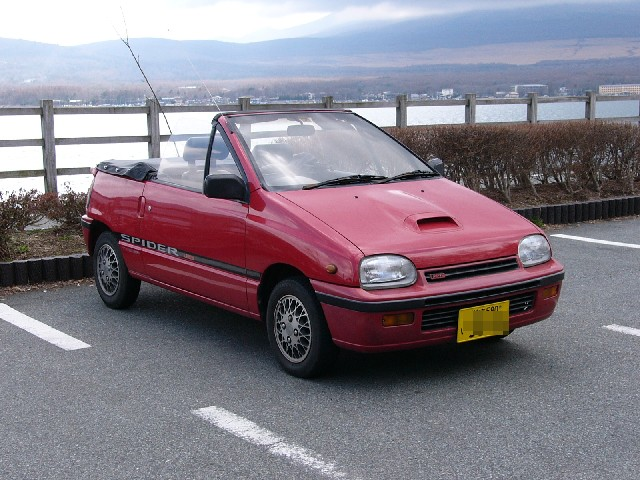
Daihatsu Leeza Spider (1991–1993)
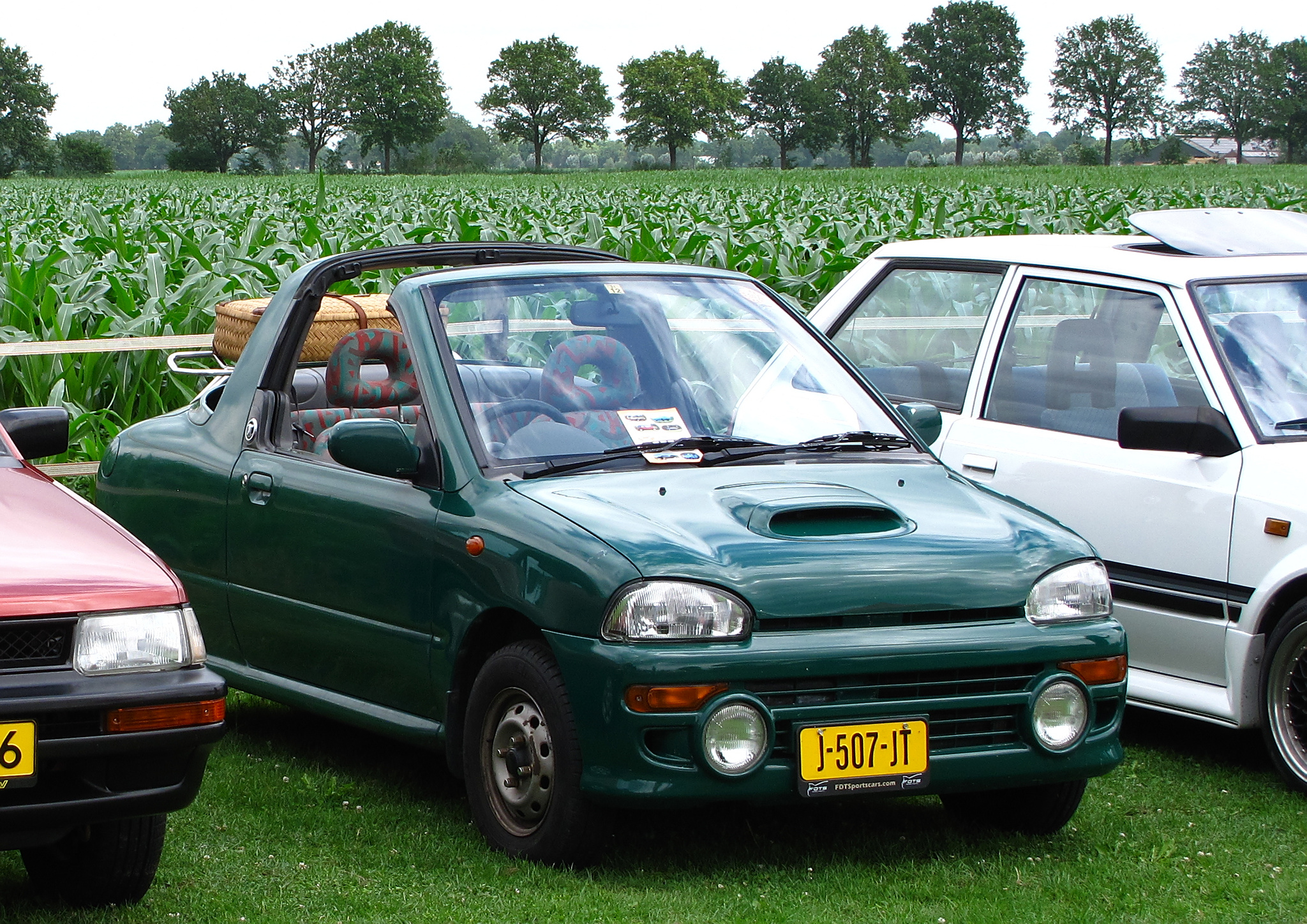
Subaru Vivio T-Top (1993, 1994)
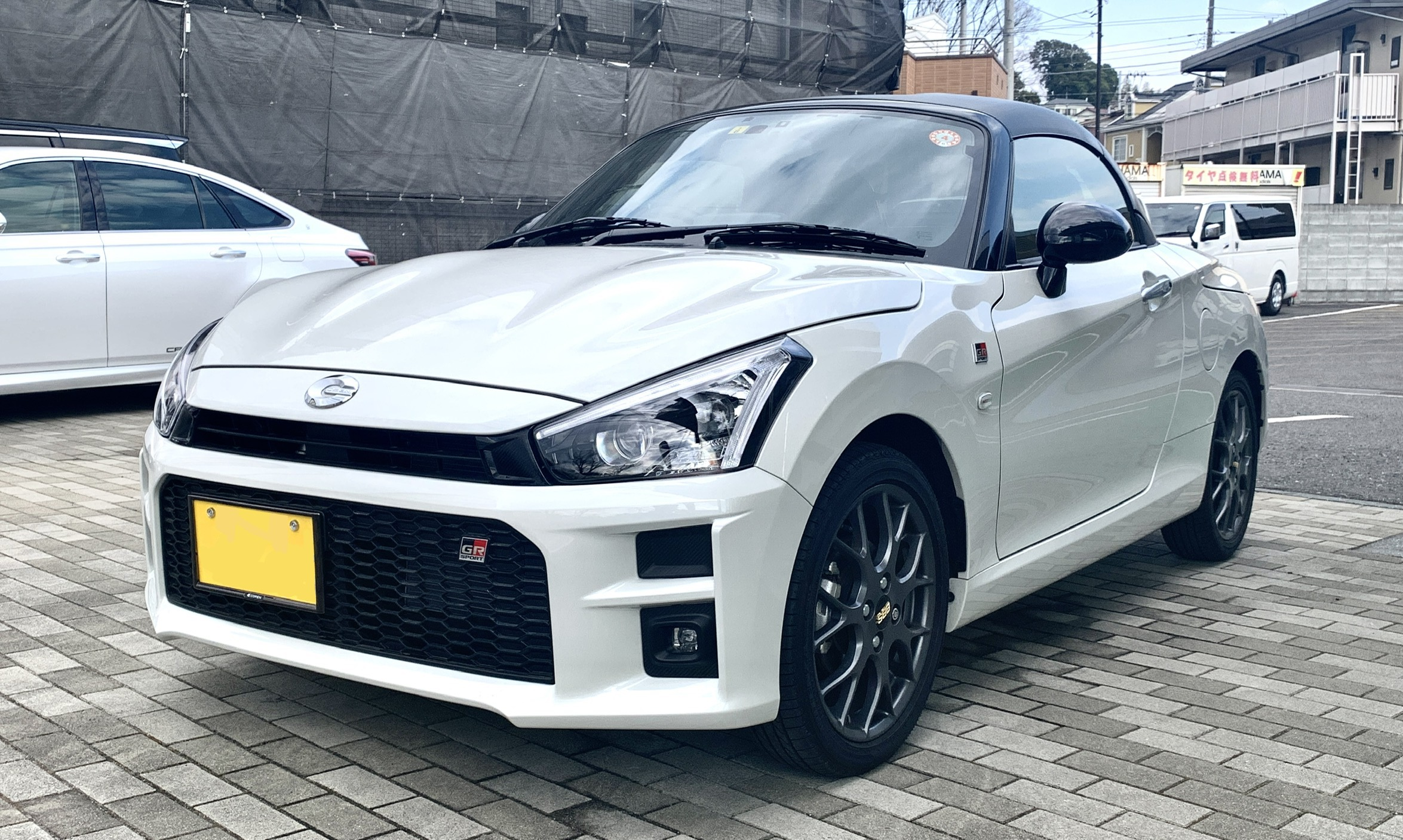
Daihatsu Copen GR Sport (2002–2012, 2014–napjainkig)
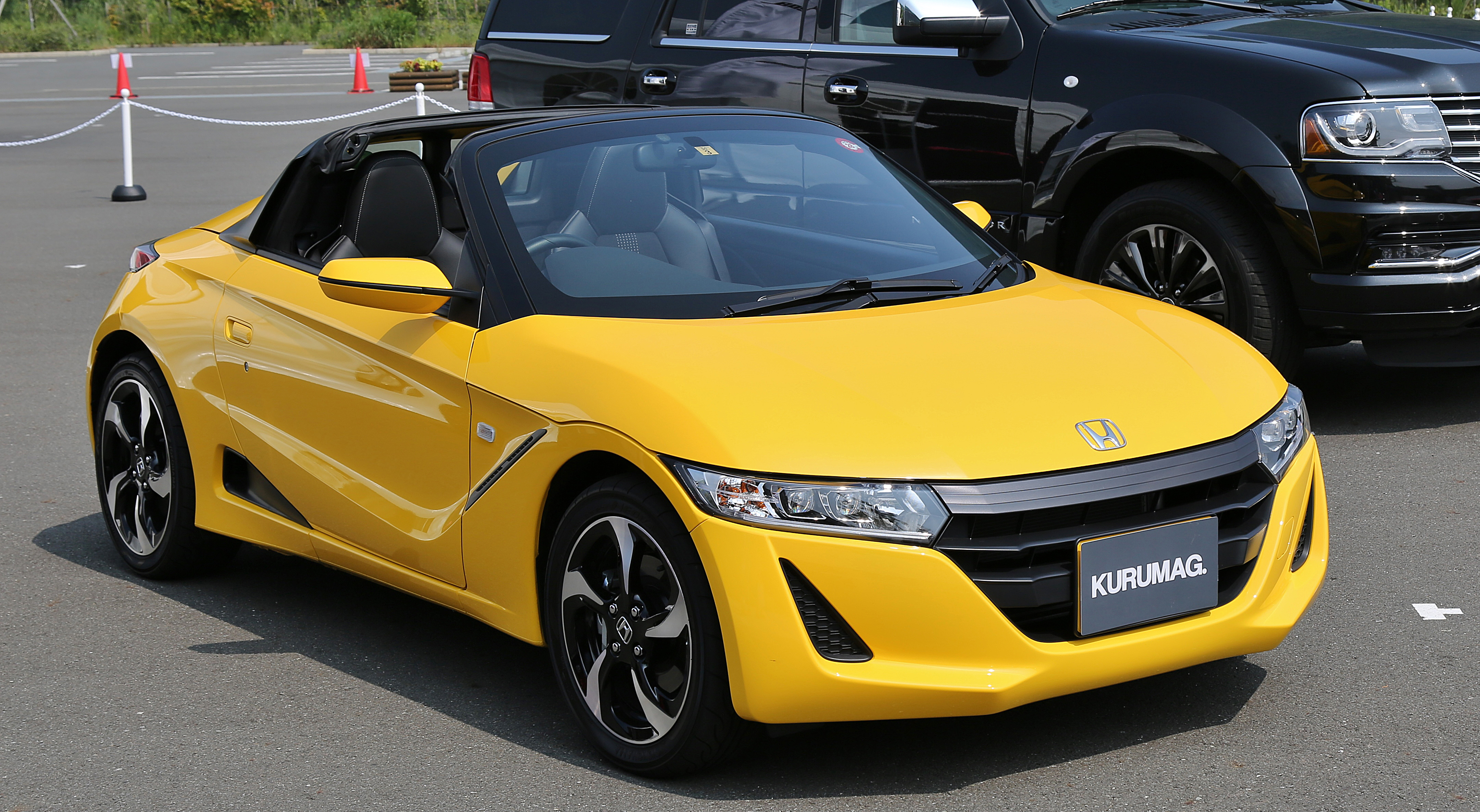
Honda S660 (2015–2022)
Caterham Seven 170S (2021–napjainkig)

Kei terepjáró autók
- Suzuki Jimny
(1970–napjainkig)
- Mitsubishi Pajero Mini
(1994–2012)
- Daihatsu Terios Kid
(1998–2012)

Modern kei autók

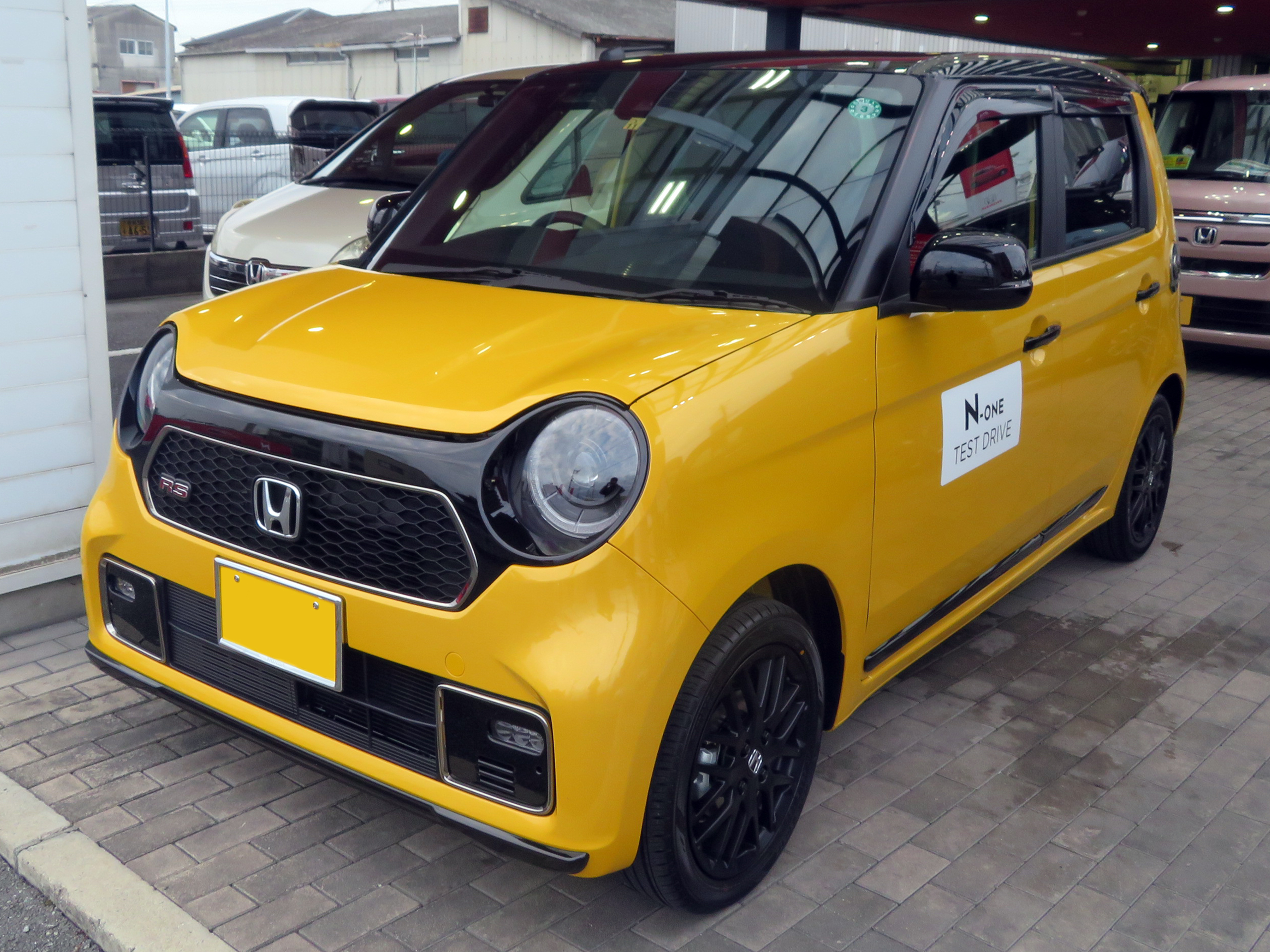
Honda N-One RS
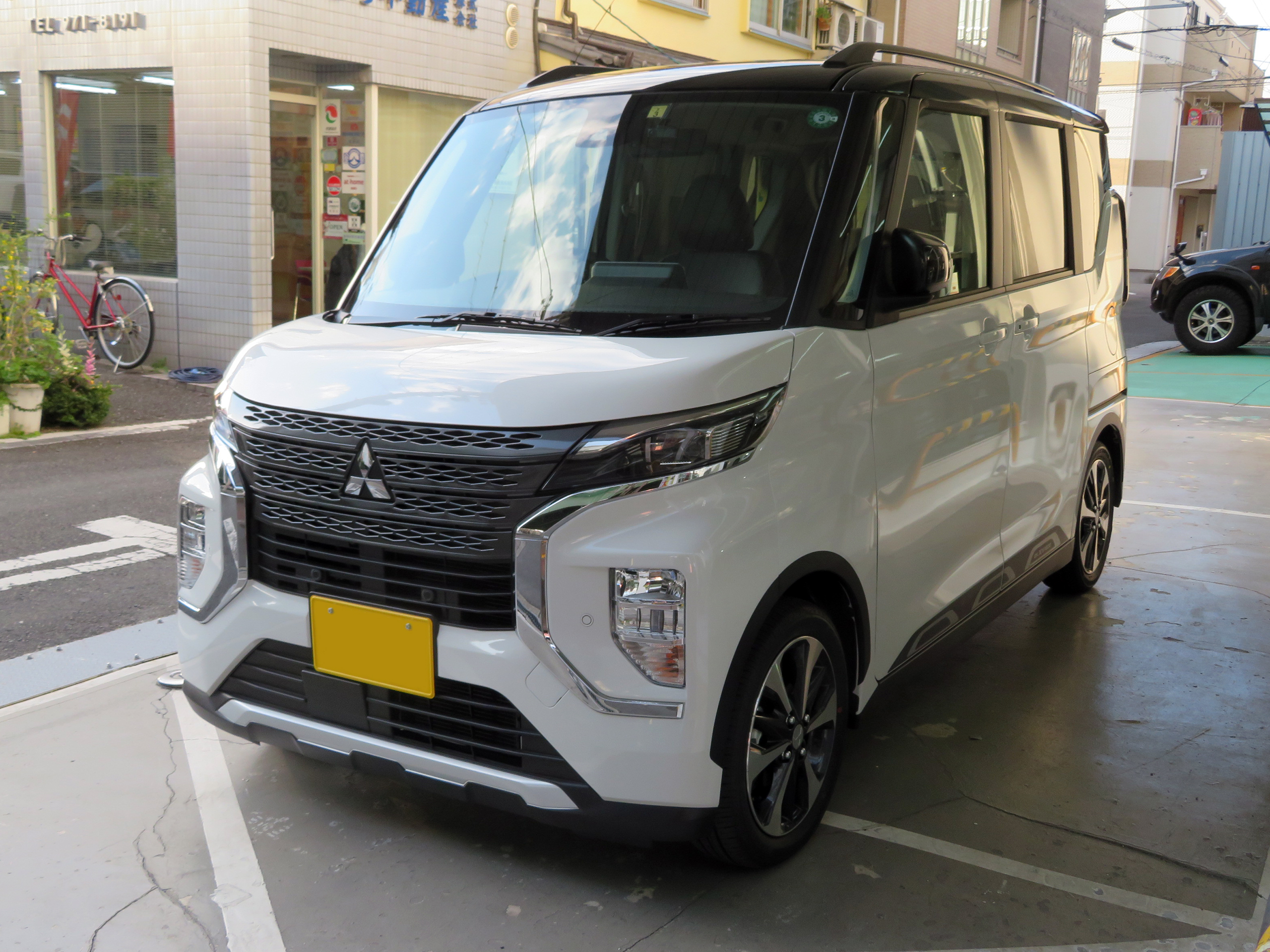
Mitsubishi eK X Space T
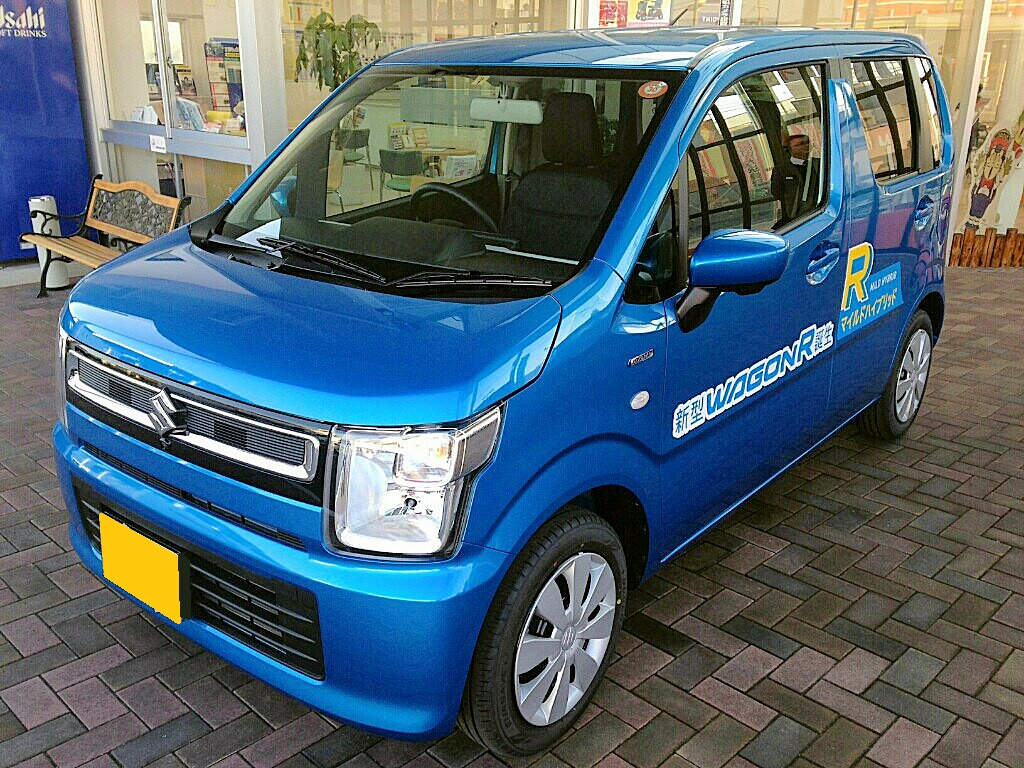
Suzuki Wagon R Hybrid FX
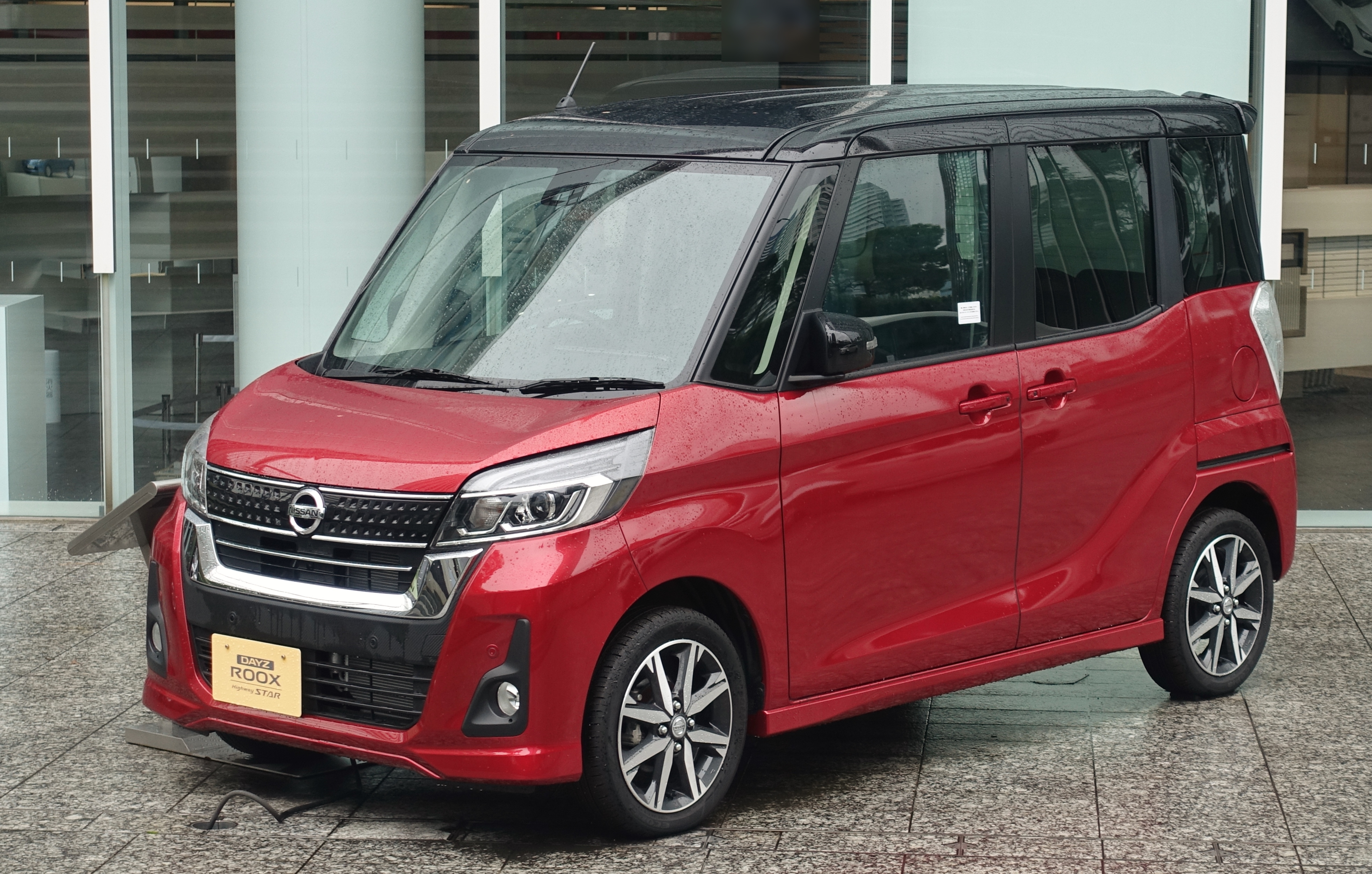
Nissan Dayz Roox
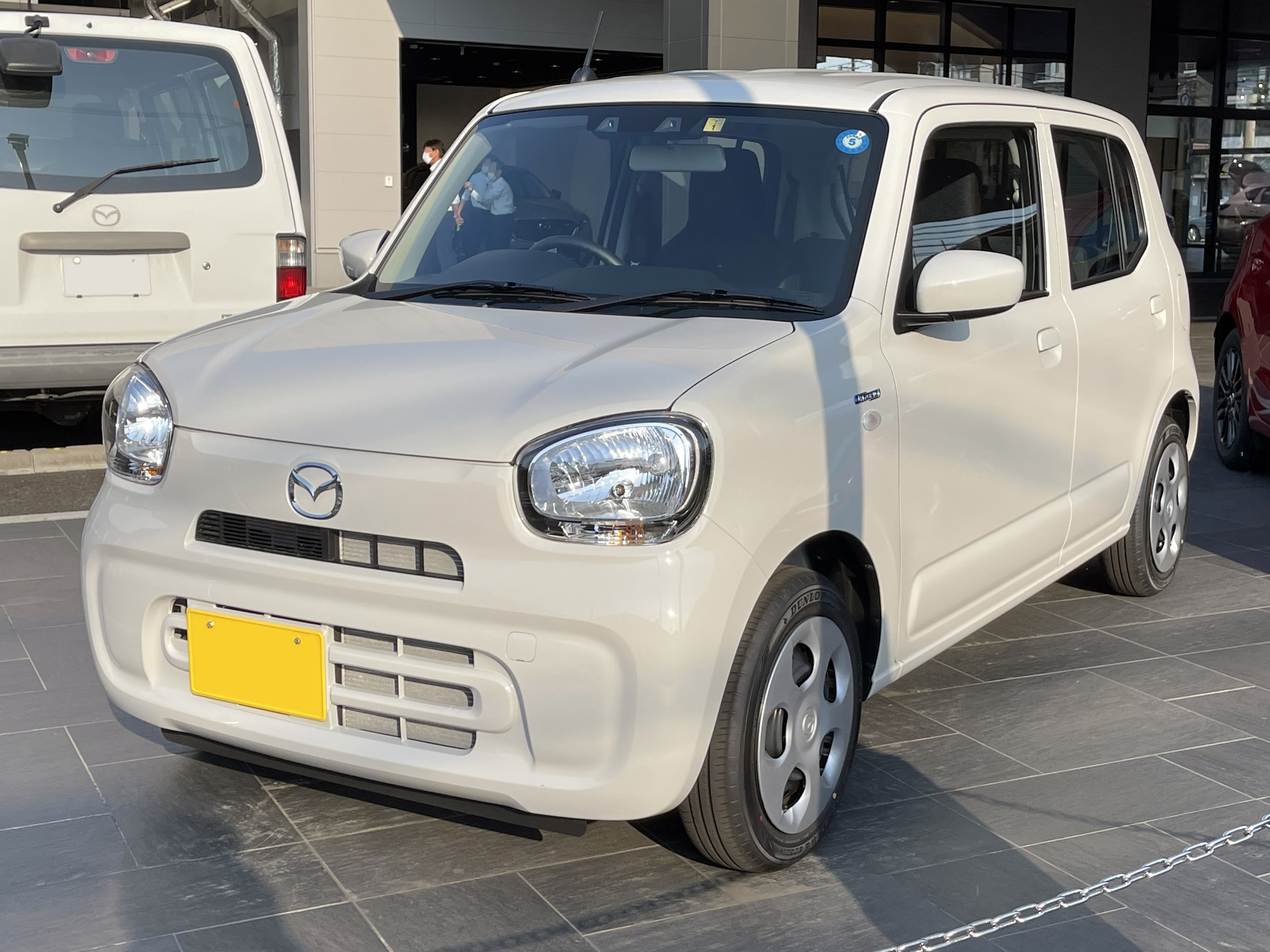
Mazda Carol Hybrid GS
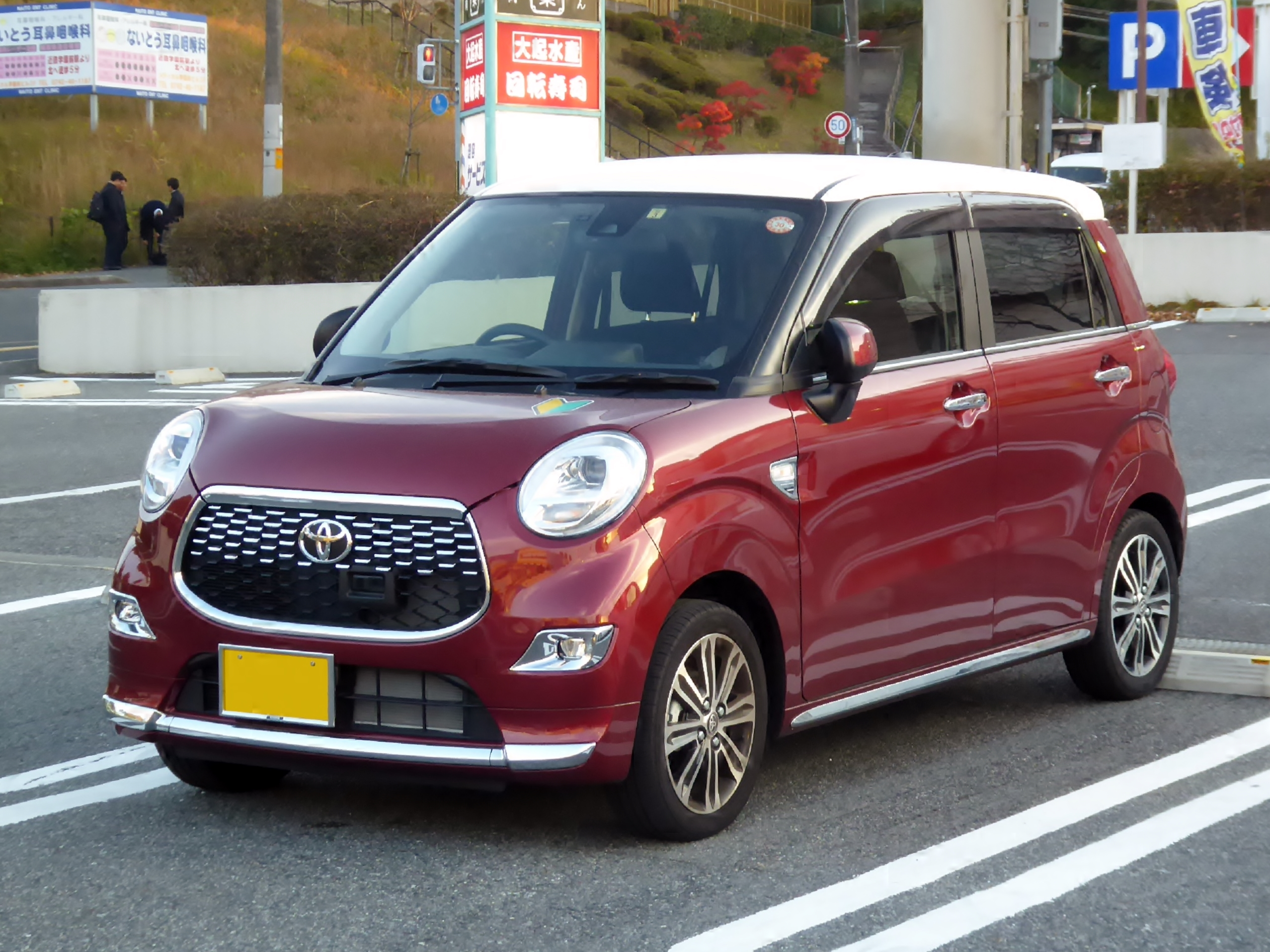
Toyota Pixis Joy F G Turbo SAII

## Fordítás
- Ez a szócikk részben vagy egészben  a   Kei car című angol Wikipédia-szócikk ezen változatának fordításán alapul.  Az eredeti cikk szerkesztőit annak laptörténete sorolja fel. Ez a jelzés csupán a megfogalmazás eredetét és a szerzői jogokat jelzi, nem szolgál a cikkben szereplő információk forrásmegjelöléseként.